# Kostel Narození Panny Marie (Křimice)
Kostel Narození Panny Marie na Horničce je venkovský barokní kostel s empírovým průčelím a věží na mírném návrší v jihozápadní části Křimic, které jsou od roku 1973 součástí Plzně. Starší kostel byl v letech 1713–1714 rozšířen a přestavěn architektem Františkem Maxmiliánem Kaňkou. Od empírové úpravy z let 1844–1846 slouží jako rodinná hrobka křimických Lobkowiczů. Kostel je spolu s ohradní zdí, dvěma branami a čtveřicí barokních plastik památkově chráněný a vlastní ho Lobkowiczové.

## Historie
Kostel Narození Panny Marie se nachází na kopci Hornička přibližně 1 km jihozápadně od křimického zámku. Jižně od kostela vede silnice spojující Křimice a Vejprnice. Původně stál na samotě relativně daleko od obce, v 21. století zástavba dosáhla až ke kostelu.

### Předchůdci současné stavby
Na místě dnešního kostela stávala kaple už na konci 14. století (v roce 1385). Nechal ji údajně postavit zámožný plzeňský měšťan Martin Bláha Nyssl, syn vlastníka křimické tvrze Pertolda Nussla, než se vydal na pouť do Svaté země.
Základy dnešní stavby byly položeny v roce 1656, kdy byla vystavěna menší kaple v duchu pozdní renesance. Stalo se tak na základě poslední vůle tehdy již zemřelého majitele Křimic Jana Jindřicha Strojetického ze Strojetic († 1646). Kaple náležela pod vejprnickou farnost. Z této etapy zůstalo v podstatě nezměněno kněžiště kostela se sakristií a některé vnitřní zařízení.

### Barokní přestavba
Od roku 1646 vlastnili křimické panství Vrtbové. Výtečný hospodář František Václav z Vrtby (1670/1671–1750), synovec majitele křimického panství Jaroslava Františka († 1659) a bratr nejvyššího purkrabího Jana Josefa z Vrtby (1669–1737), nechal v roce 1732 přebudovat křimickou tvrz na zámek a jeho zásluhou byl upraven zámecký park. Ještě dříve, v letech 1713–1714, však nechal přebudovat kapli na Horničce na kostel. Projekt přestavby a rozšíření svatyně byl zadán pražskému architektovi Františku Maxmiliánu Kaňkovi (1674–1766). Kaňka zároveň navrhl ohradní zeď na půdorysu čtyřlistu.
Úpravy byly provedeny v duchu klasicizujícího pojetí baroka. Původní presbytář kostela byl proměněn na sakristii, loď na presbyterium a na západní straně byla přistavěna nová rozměrnější loď.

### Empírové úpravy a vznik hrobky
V roce 1830 se stali majiteli křimického panství Lobkowiczové. Poslední z rodu František Josef Vrtba (1759–1830) odkázal Křimice Janu Nepomuku Karlovi z Lobkowicz (1799–1878). Za něho došlo k poslední výrazné přestavbě. Po smrti své choti Karolíny nechal v letech 1844–1846 upravit kostel v empírovém stylu. 
Kostel byl podbourán a podzemní prostory kostela byly proměněny na rodinnou hrobku. Kostel byl také prodloužen na západ, kde vznikla hranolová věž a kruchta, dále získal nad hlavní lodí nový strop a krov. Ve věži se nachází schodiště vedoucí do už zmíněné pohřební krypty.

### Současnost
Po období komunistické zvůle byl kostel na začátku 90. let 20. století opraven na náklady Jaroslava Lobkowicze (* 1942) a kostel je využívám k náboženským účelům a jako rodinná hrobka. Zatím poslední pohřeb zde proběhl v roce 2008. V roce 2016 byly instalovány nové okapy za finanční podpory městského obvodu Plzeň 5-Křimice a sponzorských darů místních podnikatelů.

## Popis

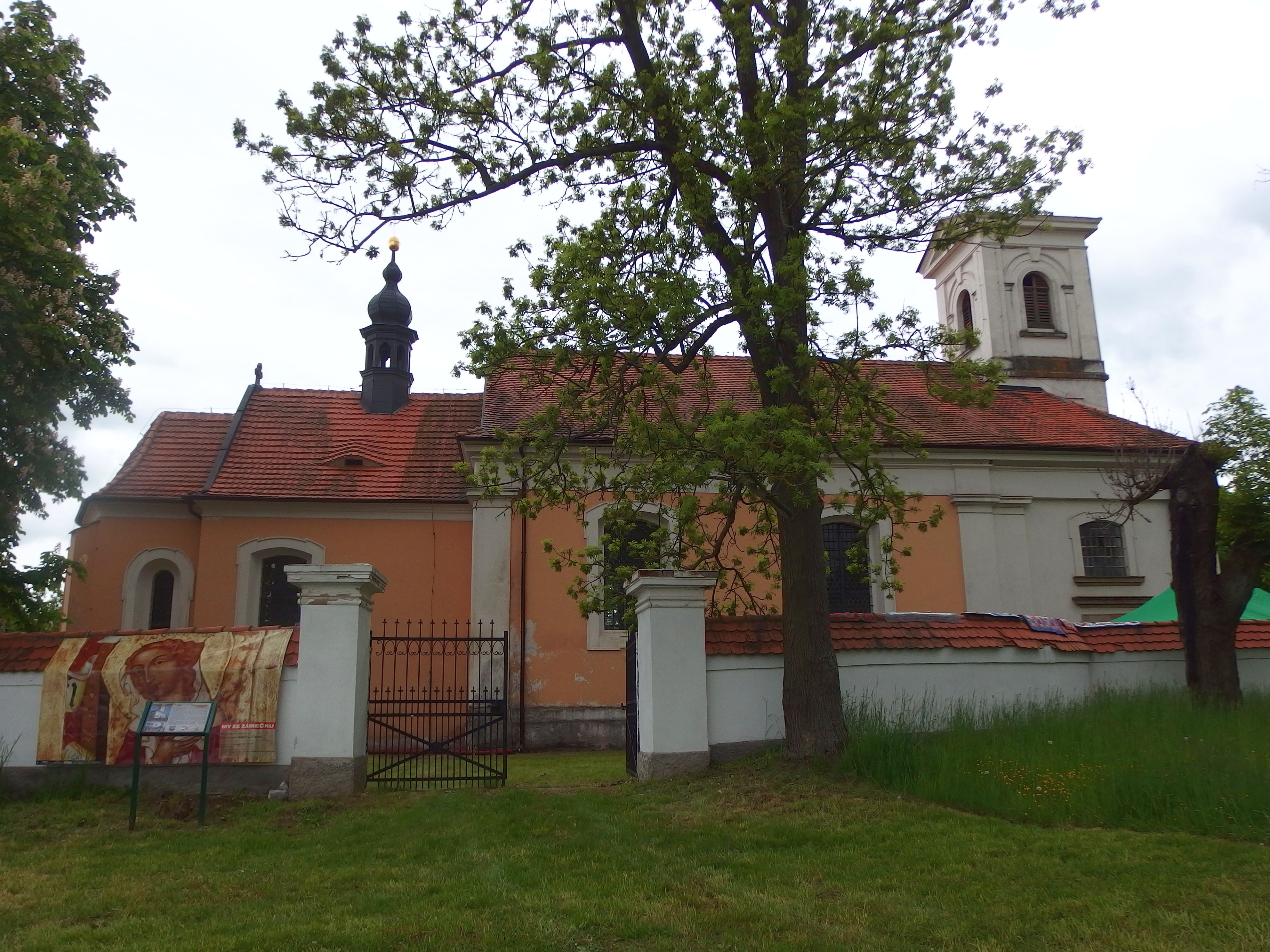
Pohled na kostel od severu

### Exteriér
Orientovaný kostel je jednolodní svatyně s pětibokou sakristií v ose kostela. Tříosé průčelí je členěno pilastry, portál je obdélníkový. Na průčelí nad vstupem do kostela je uvedeno upravené rodové heslo Lobkowiczů POPEL JSEM BYL, POPEL JSEM, POPEL I BUDU.
Kolem kostela probíhá chodníček z kamenných desek, na něj navazuje rovná zatravněná plocha až k ohradní zdi.

### Interiér
Interiér je plochostropý. Dominuje mu raně barokní hlavní oltář Narození Panny Marie se sochami sv. Václava a Jana Křtitele.
K nejstaršímu zařízení se řadí renesanční levý boční trojkřídlý oltář s reliéfem Korunování Panny Marie s výmalbami apoštolů sv. Matouše, Bartoloměje, Jakuba a Ondřeje z roku 1610. Doplňuje ho dedikační nápis o zřízení oltáře robotníky Bartolomějem Králem a Janem Krčmářem. V nástavci je obraz Ecce homo. Na menze jsou umístěny sochy sv. Václava a Rocha.
Protější pravý boční oltář Proměnění Páně je z roku 1674, v horní řadě jsou postavy Mojžíše, Ježíše Krista a Eliáše a v dolní řadě Petra, Jana a Jakuba. Na menze stojí barokní soška sv. Jana Nepomuckého v okovech.
Na levé straně u vítězného oblouku je kazatelna s vyobrazením sv. Pavla, Ambrože a Petra.

### Ohradní zeď
Kolem kostela se rozkládala zahrádka, která byla ohraničená ohradní zdí na půdorysu protáhlého čtyřlistu (kvadrilobu). Navrhl ji František Maxmilián Kaňka zároveň s barokní přestavbou kostela. Brány do areálu bývaly původně na východě a západě, v současnosti jsou na severu a západě. Pilíře zdi zdobí čtveřice barokních pískovcových plastik z 30. let 18. století pravděpodobně z dílny plzeňského sochaře Lazara Widmanna (1697–1769), který pracoval pro tehdejší majitele, hrabata z Vrtby, na křimickém zámku. Jedná se o postavy sv. Isidora, patrona rolníků, sv. Notburgy, patronky sloužících, sv. Jana a sv. Pavla. Poněvadž byly sochy v havarijních stavu, byly deponovány uvnitř kostela. Figury sv. Jana a sochy sv. Pavla byly po restaurování v říjnu 2022 osazeny na pilíře západní brány.
Před průčelím kostela stával domek zahradníka, který byl na začátku 90. let 20. století zbourán.

## Seznam pohřbených

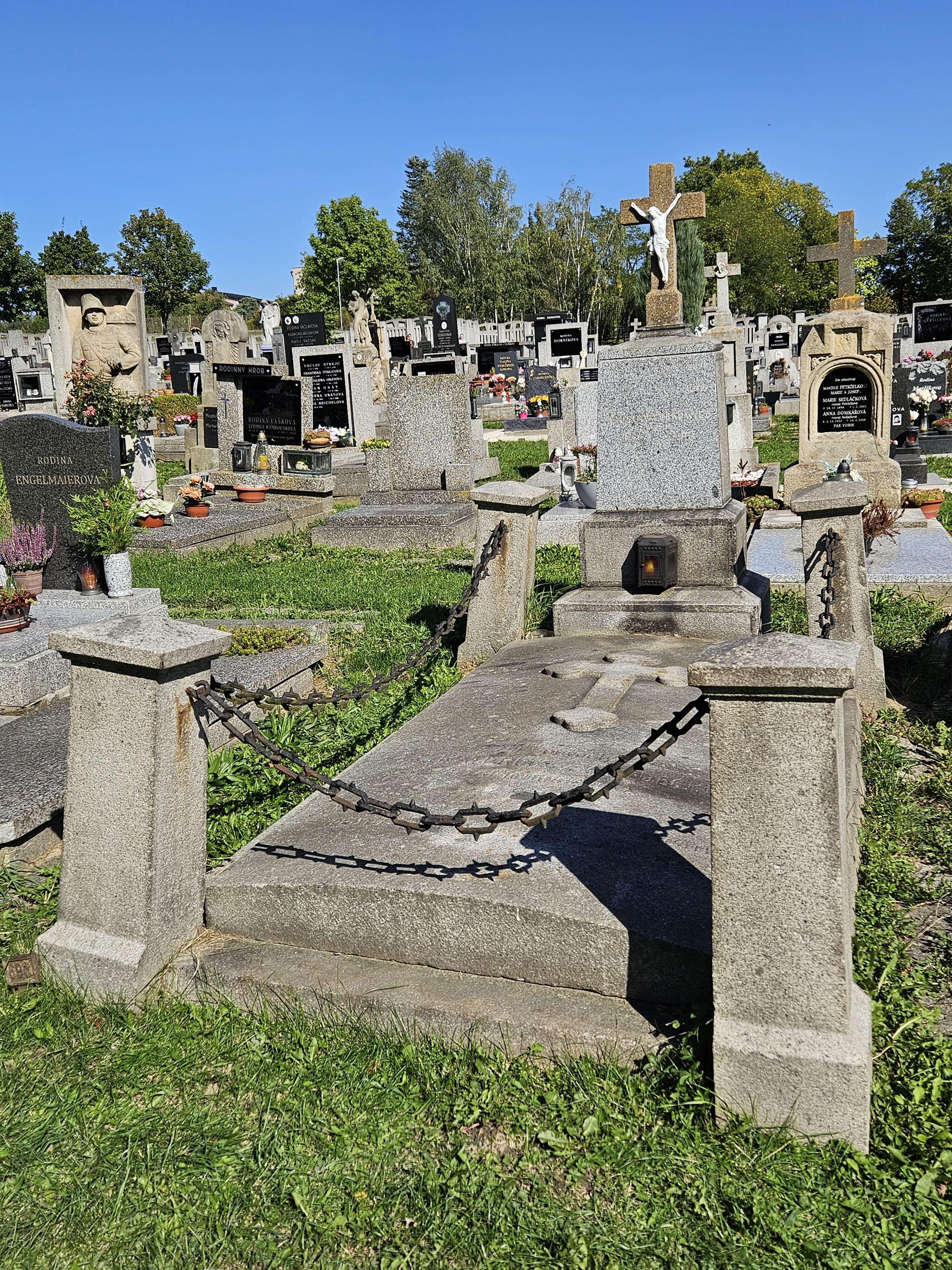
Hrob Jaroslava Lobkowicze na hřbitově ve Vejprnicích

Předkové křimických Lobkowiczů z chlumecké knížecí linie, stejně jako příslušníci roudnické (I.) a dolnobeřkovické (III.) linie roudnické primogenitury bývali pohřbíváni v Lobkowiczké hrobce při kostele sv. Václava v klášteře kapucínů v Roudnici nad Labem. Velkomeziříčská (IV.) linie roudnické primogenitury nalezla poslední spočinutí v Lobkowiczké hrobce v Netíně. Mladší knížecí mělnicko-hořínská sekundogenitura si zbudovala hrobku v Hoříně.

### Chronologicky podle data úmrtí (výběr)
Seznam vychází z údajů na stránkách Royalty (Travel) Guide. V tabulce jsou uvedeny základní informace o pohřbených. Fialově jsou vyznačeni příslušníci rodu Lobkowiczů, žlutě jsou vyznačeni manželé a manželky z jiných rodů, pokud zde byli pohřbeni, nebo příbuzní. Červeně jsou vyznačeny hlavy křimické linie. Generace jsou počítány od Mareše z Újezdu. U manželů a manželek z jiných rodů je generace v závorce a týká se choti nebo chotě z rodu Lobkowiczů. U Eleonory Schenkové ze Stauffenbergu je generace uvedena z matčiny strany, proto je také v závorce. Seznam nemusí být kompletní.
| Pořa-dí | Gene-race | Jméno pohřbeného                                | Datum a místo narození            | Otec                                                                                                  | Datum a místo sňatku, choť                                               | Pohřeb a uložení do hrobky | Poznámky |
| Pořa-dí | Gene-race | Jméno pohřbeného                                | Datum a místo úmrtí               | Matka                                                                                                 | Datum a místo sňatku, choť                                               | Pohřeb a uložení do hrobky | Poznámky |
| ------- | --------- | ----------------------------------------------- | --------------------------------- | --- | ------------------------------------------------------------------------ | --- | --- |
| 1.      | (12.)     | Karolína Bruntálská z Vrbna                     | 11. 12. 1815 Vídeň                | Evžen Dominik Bruntálský z Vrbna 4. 9. 1786 Vídeň – 24. 3. 1848 Vídeň                                 | 20. 5. 1834 Vídeň: Jan Nepomuk Karel z Lobkowicz (č. 5)                  | Pohřbena 24. 10. 1843 do křimické zámecké kaple, 12. 11. 1844 byla přenesena do nově postavené rodinné lobkowiczké hrobky.                                                                                      | Palácová dáma. Zemřela ve věku 27 let. Narodily se jí následující děti: - 1. František Evžen (1839–1898; č. 8) - 2. Evžen (1842–1866; č. 3) - 3. Karolína, provd. Schenková ze Stauffenbergu (1835–1881; č. 6) - 4. Marie Markéta, provd. Harrachová z Rohrau a Thannhausenu (1837–1870; pohřbena v Harrachovské hrobce v Horní Branné) - 5. Johanna Nepomucena, provd. Schönbornová (1840–1872; pohřbena v hrobce Schönbornů ve Vlastislavi u Sutomi) |
| 1.      | (12.)     | Karolína Bruntálská z Vrbna                     | 18. 10. 1843 Křimice              | Marie Barbora Erdõdyová z Monyorókeréku a Monoszló 14. 2. 1793 Vídeň – 9. 1. 1858 Neapol              | 20. 5. 1834 Vídeň: Jan Nepomuk Karel z Lobkowicz (č. 5)                  | Pohřbena 24. 10. 1843 do křimické zámecké kaple, 12. 11. 1844 byla přenesena do nově postavené rodinné lobkowiczké hrobky.                                                                                      | Palácová dáma. Zemřela ve věku 27 let. Narodily se jí následující děti: - 1. František Evžen (1839–1898; č. 8) - 2. Evžen (1842–1866; č. 3) - 3. Karolína, provd. Schenková ze Stauffenbergu (1835–1881; č. 6) - 4. Marie Markéta, provd. Harrachová z Rohrau a Thannhausenu (1837–1870; pohřbena v Harrachovské hrobce v Horní Branné) - 5. Johanna Nepomucena, provd. Schönbornová (1840–1872; pohřbena v hrobce Schönbornů ve Vlastislavi u Sutomi) |
| 2.      | (14.)     | Eleonora Schenková ze Stauffenbergu             | 1862                              | Filip Schenk ze Stauffenbergu (č. 7)                                                                  |                                                                          | Pohřbena 28. 4. 1863 v knížecí lobkowiczké kryptě chrámu Páně na Hornici. | Zemřela ve věku 5 měsíců na psotník. |
| 2.      | (14.)     | Eleonora Schenková ze Stauffenbergu             | 23. 4. 1863 Vídeň                 | Karolína z Lobkowicz (č. 6)                                                                           |                                                                          | Pohřbena 28. 4. 1863 v knížecí lobkowiczké kryptě chrámu Páně na Hornici. | Zemřela ve věku 5 měsíců na psotník. |
| 3.      | 13.       | Evžen z Lobkowicz                               | 19. 6. 1842                       | Jan Nepomuk Karel z Lobkowicz (č. 5)                                                                  |                                                                          | Tělo bylo vykropeno 30. 10. 1866 na Konopišti a následně převezeno do Křimic, 31. 10. v noci byl vystaven na katafalku v křimické zámecké kapli, pohřben byl 1. 11. v knížecí lobkowiczké hrobce na Hornici.    | Rakouský poručík hulánského pluku č. 9. Zemřel ve věku 24 let na spálu. |
| 3.      | 13.       | Evžen z Lobkowicz                               | 25. 10. 1866 Konopiště            | Karolína Bruntálská z Vrbna (č. 1)                                                                    |                                                                          | Tělo bylo vykropeno 30. 10. 1866 na Konopišti a následně převezeno do Křimic, 31. 10. v noci byl vystaven na katafalku v křimické zámecké kapli, pohřben byl 1. 11. v knížecí lobkowiczké hrobce na Hornici.    | Rakouský poručík hulánského pluku č. 9. Zemřel ve věku 24 let na spálu. |
| 4.      | 12.       | Tereza Karolína Sidonie z Lobkowicz, zv. Rézy   | 13. 9. 1800                       | Josef František Maxmilián z Lobkowicz 3. nebo 8. 12. 1772 Vídeň – 16. 12. 1816 Třeboň                 |                                                                          | Pohřbena 23. 9. 1868 v knížecí hrobce na Hornici. | Zemřela ve věku 68 let na ochrnutí plic. |
| 4.      | 12.       | Tereza Karolína Sidonie z Lobkowicz, zv. Rézy   | 20. 9. 1868 Křimice               | Marie Karolína ze Schwarzenbergu 7. 9. 1775 Vídeň – 24. 1. 1816 Praha                                 |                                                                          | Pohřbena 23. 9. 1868 v knížecí hrobce na Hornici. | Zemřela ve věku 68 let na ochrnutí plic. |
| 5.      | 12.       | Jan Nepomuk Karel z Lobkowicz                   | 14. 1. 1799 Vídeň                 | Josef František Maxmilián z Lobkowicz 3. nebo 8. 12. 1772 Vídeň – 16. 12. 1816 Třeboň                 | 20. 5. 1834 Vídeň: Karolína Bruntálská z Vrbna (č. 1)                    | Tělesné pozůstatky byly slavnostně vykropeny 10. 6. 1878 na Konopišti, následně převezeny do zámecké kaple v Křimicích a 13. 6. uloženy do knížecí rodinné hrobky na Hornici.                                   | 1. hlava křimické linie roudnické primogenitury Lobkowiczů, c. k. skutečný komoří, major v armádě, rytíř Království sicilského záslužného řádu sv. Jiří, majitel panství a později velkostatků Křimice, Konopiště, Žinkovy, Želeč a Nekmíř. Zemřel ve věku 79 let na ochrnutí plic. |
| 5.      | 12.       | Jan Nepomuk Karel z Lobkowicz                   | 6. 6. 1878 Konopiště              | Marie Karolína ze Schwarzenbergu 7. 9. 1775 Vídeň – 24. 1. 1816 Praha                                 | 20. 5. 1834 Vídeň: Karolína Bruntálská z Vrbna (č. 1)                    | Tělesné pozůstatky byly slavnostně vykropeny 10. 6. 1878 na Konopišti, následně převezeny do zámecké kaple v Křimicích a 13. 6. uloženy do knížecí rodinné hrobky na Hornici.                                   | 1. hlava křimické linie roudnické primogenitury Lobkowiczů, c. k. skutečný komoří, major v armádě, rytíř Království sicilského záslužného řádu sv. Jiří, majitel panství a později velkostatků Křimice, Konopiště, Žinkovy, Želeč a Nekmíř. Zemřel ve věku 79 let na ochrnutí plic. |
| 6.      | 13.       | Karolína z Lobkowicz                            | 29. 4. 1835 Praha                 | Jan Nepomuk Karel z Lobkowicz (č. 5)                                                                  | 22. 4. 1860 Praha: Filip Schenk ze Stauffenbergu (č. 7)                  | Pohřbena 8. 3. 1881 v rodinné hrobce lobkowiczké Hornice u Křimic. | Získala Žinkovy. Zemřela ve věku 45 let na ochrnutí srdce. Narodily se jí následující děti: - 1. František (1861–1907) - 2. Eleonora (1862–1863; č. 2) - 3. Eleonora (1864–?) - 4. Marie (1864–1909) - 5. Eberhard (1866–1917) - 6. Klemens (1869–1890) |
| 6.      | 13.       | Karolína z Lobkowicz                            | 5. 3. 1881 Žinkovy                | Karolína Bruntálská z Vrbna (č. 1)                                                                    | 22. 4. 1860 Praha: Filip Schenk ze Stauffenbergu (č. 7)                  | Pohřbena 8. 3. 1881 v rodinné hrobce lobkowiczké Hornice u Křimic. | Získala Žinkovy. Zemřela ve věku 45 let na ochrnutí srdce. Narodily se jí následující děti: - 1. František (1861–1907) - 2. Eleonora (1862–1863; č. 2) - 3. Eleonora (1864–?) - 4. Marie (1864–1909) - 5. Eberhard (1866–1917) - 6. Klemens (1869–1890) |
| 7.      | (13.)     | Filip Schenk ze Stauffenbergu                   | 24. 11. 1828 Würzburg             | František Ludvík Filip Schenk ze Stauffenbergu 13. 5. 1801 Bamberg – 8. 5. 1881 Würzburg              | 22. 4. 1860 Praha: Karolína z Lobkowicz (č. 6)                           | Pohřben 16. 7. 1895 v knížecí hrobce Hornice. | c. k. skutečný komoří, major mimo službu. Zemřel ve věku 66 let na marasmus. |
| 7.      | (13.)     | Filip Schenk ze Stauffenbergu                   | 11. 7. 1895 Innsbruck (nemocnice) | Eleonora Butlerová z Clonebough zv. Haimhausen 20.9.1807 Raigenring bei Aschach – 5. 2. 1861 Würzburg | 22. 4. 1860 Praha: Karolína z Lobkowicz (č. 6)                           | Pohřben 16. 7. 1895 v knížecí hrobce Hornice. | c. k. skutečný komoří, major mimo službu. Zemřel ve věku 66 let na marasmus. |
| 8.      | 13.       | František Evžen z Lobkowicz                     | 15. 3. 1839 Praha                 | Jan Nepomuk Karel z Lobkowicz (č. 5)                                                                  | 19. 1. 1870 Vídeň: Kunhuta ze Sternbergu (č. 9)                          | | 2. hlava křimické linie roudnické primogenitury Lobkowiczů, c. k. komoří (1881), rytmistr v záloze, poslanec Českého zemského sněmu. Majitel velkostatků Křimice a Konopiště, které však v roce 1887 prodal arcivévodovi Františku Ferdinandovi d´Este. |
| 8.      | 13.       | František Evžen z Lobkowicz                     | 24. 8. 1898 Křimice               | Karolína Bruntálská z Vrbna (č. 1)                                                                    | 19. 1. 1870 Vídeň: Kunhuta ze Sternbergu (č. 9)                          | | 2. hlava křimické linie roudnické primogenitury Lobkowiczů, c. k. komoří (1881), rytmistr v záloze, poslanec Českého zemského sněmu. Majitel velkostatků Křimice a Konopiště, které však v roce 1887 prodal arcivévodovi Františku Ferdinandovi d´Este. |
| 9.      | (13.)     | Kunhuta ze Šternberka (Kunigunde ze Sternbergu) | 13. 3. 1847 Praha                 | Zdeněk ze Sternbergu 8. 6. 1813 Pohořelice – 9. 3. 1900 Vídeň                                         | 19. 1. 1870 Vídeň: František Evžen z Lobkowicz (č. 8)                    | | Dáma Řádu hvězdového kříže (1873) a palácová dáma, nositelka Řádu Alžběty 1. třídy. Narodily se jí následující děti: - 1. Evžen (*/† 1870) - 2. František Zdeněk (1872–1927; č. 11) - 3. Bedřich Filip (1875–1931; pohřben v pražské Loretě), 4. hlava křimické linie - 4. Jaroslav (1877–1953; č. 14) - 5. Karoline, provd. Croÿ-Slabetz (1873–1951; č. 13) - 6. Maria Theresia, provd. de Busseul (1880–1948) |
| 9.      | (13.)     | Kunhuta ze Šternberka (Kunigunde ze Sternbergu) | 5. 4. 1916 Křimice                | Marie Žofie ze Stadion-Thannhausenu 3. 2. 1819 Vídeň – 2. 2. 1873 Vídeň                               | 19. 1. 1870 Vídeň: František Evžen z Lobkowicz (č. 8)                    | | Dáma Řádu hvězdového kříže (1873) a palácová dáma, nositelka Řádu Alžběty 1. třídy. Narodily se jí následující děti: - 1. Evžen (*/† 1870) - 2. František Zdeněk (1872–1927; č. 11) - 3. Bedřich Filip (1875–1931; pohřben v pražské Loretě), 4. hlava křimické linie - 4. Jaroslav (1877–1953; č. 14) - 5. Karoline, provd. Croÿ-Slabetz (1873–1951; č. 13) - 6. Maria Theresia, provd. de Busseul (1880–1948) |
| 10.     | (14.)     | Maxmilián Rudolf Croÿ                           | 16. 1. 1864 Schweckhausen         | Alexis Wilhelm de Croÿ 13. 1. 1825 Praha – 28. 8. 1898 Bad Nauheim                                    | 6. 10. 1908 Křimice: Karoline z Lobkowicz (č. 13)                        | | |
| 10.     | (14.)     | Maxmilián Rudolf Croÿ                           | 20. 5. 1920 Slabce                | Františka ze Salm-Salmu 4. 8. 1833 Pohořelice – 3. 3. 1908 Gries bei Bozen                            | 6. 10. 1908 Křimice: Karoline z Lobkowicz (č. 13)                        | | |
| 11.     | 14.       | František Zdeněk Lobkowicz                      | 2. 11. 1872 Konopiště             | František Evžen z Lobkowicz (č. 8)                                                                    |                                                                          | | 3. hlava křimické linie roudnické primogenitury Lobkowiczů, c. k. komoří (1902) a podplukovník. |
| 11.     | 14.       | František Zdeněk Lobkowicz                      | 9. 5. 1927 Praha                  | Kunhuta ze Sternbergu (č. 9)                                                                          |                                                                          | | 3. hlava křimické linie roudnické primogenitury Lobkowiczů, c. k. komoří (1902) a podplukovník. |
| 12.     | (14.)     | Maria Theresia z Beaufort-Spontinu              | 6. 8. 1885 zámek Breuilpont       | Bedřich z Beaufort-Spontinu 8. 6. 1843 Brusel – 26. 12. 1916 Bečov nad Teplou                         | 11. 5. 1905 Bečov nad Teplou: Jaroslav Lobkowicz (č. 14)                 | | Dáma Řádu hvězdového kříže (1906) a palácová dáma. Narodily se jí následující děti: - 1. Marie Kunigunde, provd. Limburg-Stirum (1906–2005) - 2. Friedrich (1907–1954), 12. kníže - 3. Beatrice (1909–1999; č. 15) - 4. Jaroslav (1910–1985; č. x985; pohřben na hřbitově ve Vejprnicích), 13. kníže - 5. Johann (*/† 1912) - 6. Margarete, provd. von Hoenning O'Carroll (1913–1946) - 7. Eleonore, provd. Basselet de La Rosée (1916–2000; pohřbena v mauzoleu hrabat Basselet von La Rosée na hřbitově v Inkofenu) - 8. Anna (1917–1919) - 9. Gabrielle (S. Beata; 1919–2010; pohřbena na hřbitově ve Staré Boleslavi) - 10. Johann Nepomuk (1920–2000) - 11. Karel (1922–1990; pohřben na hřbitově ve Štěchovicích) - 12. Christian (1924–2001) - 13. Ladislav (1925–1985) - 14. Marie Melanie, provd. Bazinet (1928–?) |
| 12.     | (14.)     | Maria Theresia z Beaufort-Spontinu              | 22. 2. 1942 Křimice               | Marie Melanie z Ligne 25. 11. 1855 Paříž – 2. 4. 1931 Řím                                             | 11. 5. 1905 Bečov nad Teplou: Jaroslav Lobkowicz (č. 14)                 | | Dáma Řádu hvězdového kříže (1906) a palácová dáma. Narodily se jí následující děti: - 1. Marie Kunigunde, provd. Limburg-Stirum (1906–2005) - 2. Friedrich (1907–1954), 12. kníže - 3. Beatrice (1909–1999; č. 15) - 4. Jaroslav (1910–1985; č. x985; pohřben na hřbitově ve Vejprnicích), 13. kníže - 5. Johann (*/† 1912) - 6. Margarete, provd. von Hoenning O'Carroll (1913–1946) - 7. Eleonore, provd. Basselet de La Rosée (1916–2000; pohřbena v mauzoleu hrabat Basselet von La Rosée na hřbitově v Inkofenu) - 8. Anna (1917–1919) - 9. Gabrielle (S. Beata; 1919–2010; pohřbena na hřbitově ve Staré Boleslavi) - 10. Johann Nepomuk (1920–2000) - 11. Karel (1922–1990; pohřben na hřbitově ve Štěchovicích) - 12. Christian (1924–2001) - 13. Ladislav (1925–1985) - 14. Marie Melanie, provd. Bazinet (1928–?) |
| 13.     | 14.       | Karoline z Lobkowicz                            | 4. 10. 1873 Konopiště             | František Evžen z Lobkowicz (č. 8)                                                                    | 6. 10. 1908 Křimice: Maxmilián Rudolf Croÿ (č. 10)                       | | Narodily se jí následující děti: - 1. Alexis (1910–2002) - 2. Franz (1911–1944) - 3. Maximilian (1912–1992) - 4. Alfred (1913–1943) |
| 13.     | 14.       | Karoline z Lobkowicz                            | 11. 2. 1951 Isareck               | Kunhuta ze Sternbergu (č. 9)                                                                          | 6. 10. 1908 Křimice: Maxmilián Rudolf Croÿ (č. 10)                       | | Narodily se jí následující děti: - 1. Alexis (1910–2002) - 2. Franz (1911–1944) - 3. Maximilian (1912–1992) - 4. Alfred (1913–1943) |
| 14.     | 14.       | Jaroslav Lobkowicz                              | 26. 3. 1877 Konopiště             | František Evžen z Lobkowicz (č. 8)                                                                    | 11. 5. 1905 Bečov nad Teplou: Maria Theresia z Beaufort-Spontinu (č. 12) | Pohřben do rodinné hrobky 28. 10. 1953 po vykropení tělesné schránky zesnulého v domě smutku v Křimicích a zádušní mši v tomto kostele. Následující den se konala zádušní mše ve farním kostele ve Vejprnicích. | JUDr., 11. kníže z Lobkowicz (od roku 1938), vladař domu lobkowiczkého a 5. vévoda roudnický, 5. hlava křimické linie roudnické primogenitury Lobkowiczů. c. k. komoří (1906), čestný rytíř Maltézského řádu, důstojník Řádu Františka Josefa (s válečnou dekorací), majitel velkostatku Křimice. Zemřel ve věku 76 let. |
| 14.     | 14.       | Jaroslav Lobkowicz                              | 24. 10. 1953 Křimice              | Kunhuta ze Sternbergu (č. 9)                                                                          | 11. 5. 1905 Bečov nad Teplou: Maria Theresia z Beaufort-Spontinu (č. 12) | Pohřben do rodinné hrobky 28. 10. 1953 po vykropení tělesné schránky zesnulého v domě smutku v Křimicích a zádušní mši v tomto kostele. Následující den se konala zádušní mše ve farním kostele ve Vejprnicích. | JUDr., 11. kníže z Lobkowicz (od roku 1938), vladař domu lobkowiczkého a 5. vévoda roudnický, 5. hlava křimické linie roudnické primogenitury Lobkowiczů. c. k. komoří (1906), čestný rytíř Maltézského řádu, důstojník Řádu Františka Josefa (s válečnou dekorací), majitel velkostatku Křimice. Zemřel ve věku 76 let. |
| 15.     | 15.       | Beatrice Lobkowiczová                           | 20. 1. 1909 Zámeček u Plzně       | Jaroslav Lobkowicz (č. 14)                                                                            |                                                                          | 1999 | |
| 15.     | 15.       | Beatrice Lobkowiczová                           | 5. 7. 1999 Moravské Budějovice    | Maria Theresia z Beaufort-Spontinu (č. 12)                                                            |                                                                          | 1999 | |
| 16.     | (15.)     | Gabrielle, roz. z Korff-Schmising-Kerssenbrocku | 29. 11. 1917 Klatovy              | Klement Korff-Schmising-Kerssenbrock 3. 9. 1883 Manětín – 1. 11. 1960 Klatovy                         | 11. 7. 1940 Praha: Jaroslav Claude Lobkowicz (č. x985)                   | Poslední rozloučení se konalo 6. 8. 2008 na zámku v Křimicích, po zádušní mši na Horničce byla uložena do rodinné hrobky.                                                                                       | Dáma Řádu hvězdového kříže a Čestná a devoční dáma Maltézského řádu. Narodily se jí následující děti: - 1. Polyxena, provd. Czerninová (* 1941) - 2. Jaroslav (* 1942), 14. kníže - 3. Marie Leopoldina, provd. Sternbergová (1943–2017; pohřbena na hřbitově v Českém Šternberku) - 4. František (1948–2022, pohřben v kostele sv. Václava v Ostravě), biskup ostravsko-opavský - 5. Zdenko Vojtěch – Filip Zdeněk (* 1954), opat tepelský Manžel byl pohřben na hřbitově ve Vejprnicích. |
| 16.     | (15.)     | Gabrielle, roz. z Korff-Schmising-Kerssenbrocku | 30. 7. 2008 Dymokury              | Marianna z Waldstein-Wartenbergu 30. 4. 1886 Vídeň – 17. 9. 1976 Plzeň                                | 11. 7. 1940 Praha: Jaroslav Claude Lobkowicz (č. x985)                   | Poslední rozloučení se konalo 6. 8. 2008 na zámku v Křimicích, po zádušní mši na Horničce byla uložena do rodinné hrobky.                                                                                       | Dáma Řádu hvězdového kříže a Čestná a devoční dáma Maltézského řádu. Narodily se jí následující děti: - 1. Polyxena, provd. Czerninová (* 1941) - 2. Jaroslav (* 1942), 14. kníže - 3. Marie Leopoldina, provd. Sternbergová (1943–2017; pohřbena na hřbitově v Českém Šternberku) - 4. František (1948–2022, pohřben v kostele sv. Václava v Ostravě), biskup ostravsko-opavský - 5. Zdenko Vojtěch – Filip Zdeněk (* 1954), opat tepelský Manžel byl pohřben na hřbitově ve Vejprnicích. |

### Pohřbení v sousedních Vejprnicích
V době komunistické totality probíhaly pohřby i na jiných místech. 
| Pořa-dí | Gene-race | Jméno pohřbeného          | Datum a místo narození                           | Otec                                       | Datum a místo sňatku, choť                                           | Pohřeb a uložení do hrobky         | Poznámky |
| Pořa-dí | Gene-race | Jméno pohřbeného          | Datum a místo úmrtí                              | Matka                                      | Datum a místo sňatku, choť                                           | Pohřeb a uložení do hrobky         | Poznámky |
| ------- | --------- | ------------------------- | ------------------------------------------------ | ------------------------------------------ | -------------------------------------------------------------------- | ---------------------------------- | --- |
| x985.   | 15.       | Jaroslav Claude Lobkowicz | 18. 6. 1910 Zámeček u Plzně                      | Jaroslav Lobkowicz (č. 14)                 | 11. 7. 1940 Praha: Gabrielle z Korff-Schmising-Kerssenbrocku (č. 16) | Pohřben na hřbitově ve Vejprnicích | Ing., 13. kníže z Lobkowicz (od roku 1954), vladař domu lobkowiczkého a 7. vévoda roudnický, držitel velkokříže Maltézského řádu. |
| x985.   | 15.       | Jaroslav Claude Lobkowicz | 7. 5. 1985 Plzeň 3-Křimice, dnes Plzeň 5-Křimice | Maria Theresia z Beaufort-Spontinu (č. 12) | 11. 7. 1940 Praha: Gabrielle z Korff-Schmising-Kerssenbrocku (č. 16) | Pohřben na hřbitově ve Vejprnicích | Ing., 13. kníže z Lobkowicz (od roku 1954), vladař domu lobkowiczkého a 7. vévoda roudnický, držitel velkokříže Maltézského řádu. |

### Příbuzenské vztahy pohřbených
Následující schéma znázorňuje příbuzenské vztahy. Červeně orámovaní byli pohřbeni v hrobce, zeleně je zvýrazněn  Jaroslav Claude Lobkowicz (1910–1985), který byl pohřben ve Vejprnicích. Modře je orámován ostravsko-opavský biskup František Lobkowicz (1948–2022). Tučně jsou zvýrazněny hlavy křimické linie Lobkowiczů. Arabské číslice odpovídají pořadí úmrtí podle předchozí tabulky. Římské číslice představují pořadí manželky, pokud se někdo oženil více než jednou. Patnáctá generace je na dvou řádcích. Vzhledem k účelu schématu se nejedná o kompletní rodokmen Lobkowiczů.
|                                                                |                                                                |                                                                |                                                                |                                                                |                                                                |                                       |                                       | Josef František Maxmilián z Lobkowicz 1772–1816 7. kníže | Josef František Maxmilián z Lobkowicz 1772–1816 7. kníže | Josef František Maxmilián z Lobkowicz 1772–1816 7. kníže | Josef František Maxmilián z Lobkowicz 1772–1816 7. kníže | Josef František Maxmilián z Lobkowicz 1772–1816 7. kníže | Josef František Maxmilián z Lobkowicz 1772–1816 7. kníže |                                      |                                      | Marie Karolína ze Schwarzenbergu 1775–1816                | Marie Karolína ze Schwarzenbergu 1775–1816                | Marie Karolína ze Schwarzenbergu 1775–1816                | Marie Karolína ze Schwarzenbergu 1775–1816                | Marie Karolína ze Schwarzenbergu 1775–1816                | Marie Karolína ze Schwarzenbergu 1775–1816                |                                         |                                         |                                                    |                                                    |                                                    |                                                    |                                                    |                                                    |                          |                          |                                                            |                                                            |                                                            |                                                            |                                                            |                                                            |                                 |                                 |                                                |                                                |                                                |                                                |                                                |                                                |                                         |                                         |                                                                    |                                                                    |                                                                    |                                                                    |                                                                    |                                                                    |                                |                                |                                                       |                                                       |                                                       |                                                       |                                                       |                                                       |                                            |                                            |                                                               |                                                               |                                                               |                                                               |                                                               |                                                               |                                 |                                 |                                                  |                                                  |                                                  |                                                  |                                                  |                                                  |                                       |                                       |                                             |                                             |                                             |                                             |                                             |                                             |                                      |                                      |                                      |                                      |  |  |                               |                               |                               |                               |                               |                               |
|                                                                |                                                                |                                                                |                                                                |                                                                |                                                                |                                       |                                       | Josef František Maxmilián z Lobkowicz 1772–1816 7. kníže | Josef František Maxmilián z Lobkowicz 1772–1816 7. kníže | Josef František Maxmilián z Lobkowicz 1772–1816 7. kníže | Josef František Maxmilián z Lobkowicz 1772–1816 7. kníže | Josef František Maxmilián z Lobkowicz 1772–1816 7. kníže | Josef František Maxmilián z Lobkowicz 1772–1816 7. kníže |                                      |                                      | Marie Karolína ze Schwarzenbergu 1775–1816                | Marie Karolína ze Schwarzenbergu 1775–1816                | Marie Karolína ze Schwarzenbergu 1775–1816                | Marie Karolína ze Schwarzenbergu 1775–1816                | Marie Karolína ze Schwarzenbergu 1775–1816                | Marie Karolína ze Schwarzenbergu 1775–1816                |                                         |                                         |                                                    |                                                    |                                                    |                                                    |                                                    |                                                    |                          |                          |                                                            |                                                            |                                                            |                                                            |                                                            |                                                            |                                 |                                 |                                                |                                                |                                                |                                                |                                                |                                                |                                         |                                         |                                                                    |                                                                    |                                                                    |                                                                    |                                                                    |                                                                    |                                |                                |                                                       |                                                       |                                                       |                                                       |                                                       |                                                       |                                            |                                            |                                                               |                                                               |                                                               |                                                               |                                                               |                                                               |                                 |                                 |                                                  |                                                  |                                                  |                                                  |                                                  |                                                  |                                       |                                       |                                             |                                             |                                             |                                             |                                             |                                             |                                      |                                      |                                      |                                      |  |  |                               |                               |                               |                               |                               |                               |
|                                                                |                                                                |                                                                |                                                                |                                                                |                                                                |                                       |                                       |                                                          |                                                          |                                                          |                                                          |                                                          |                                                          |                                      |                                      |                                                           |                                                           |                                                           |                                                           |                                                           |                                                           |                                         |                                         |                                                    |                                                    |                                                    |                                                    |                                                    |                                                    |                          |                          |                                                            |                                                            |                                                            |                                                            |                                                            |                                                            |                                 |                                 |                                                |                                                |                                                |                                                |                                                |                                                |                                         |                                         |                                                                    |                                                                    |                                                                    |                                                                    |                                                                    |                                                                    |                                |                                |                                                       |                                                       |                                                       |                                                       |                                                       |                                                       |                                            |                                            |                                                               |                                                               |                                                               |                                                               |                                                               |                                                               |                                 |                                 |                                                  |                                                  |                                                  |                                                  |                                                  |                                                  |                                       |                                       |                                             |                                             |                                             |                                             |                                             |                                             |                                      |                                      |                                      |                                      |  |  |                               |                               |                               |                               |                               |                               |
|                                                                |                                                                |                                                                |                                                                |                                                                |                                                                |                                       |                                       |                                                          |                                                          |                                                          |                                                          |                                                          |                                                          |                                      |                                      |                                                           |                                                           |                                                           |                                                           |                                                           |                                                           |                                         |                                         |                                                    |                                                    |                                                    |                                                    |                                                    |                                                    |                          |                          |                                                            |                                                            |                                                            |                                                            |                                                            |                                                            |                                 |                                 |                                                |                                                |                                                |                                                |                                                |                                                |                                         |                                         |                                                                    |                                                                    |                                                                    |                                                                    |                                                                    |                                                                    |                                |                                |                                                       |                                                       |                                                       |                                                       |                                                       |                                                       |                                            |                                            |                                                               |                                                               |                                                               |                                                               |                                                               |                                                               |                                 |                                 |                                                  |                                                  |                                                  |                                                  |                                                  |                                                  |                                       |                                       |                                             |                                             |                                             |                                             |                                             |                                             |                                      |                                      |                                      |                                      |  |  |                               |                               |                               |                               |                               |                               |
| Ferdinand Josef z Lobkowicz 1797–1868 8. kníže ROUDNICKÁ LINIE | Ferdinand Josef z Lobkowicz 1797–1868 8. kníže ROUDNICKÁ LINIE | Ferdinand Josef z Lobkowicz 1797–1868 8. kníže ROUDNICKÁ LINIE | Ferdinand Josef z Lobkowicz 1797–1868 8. kníže ROUDNICKÁ LINIE | Ferdinand Josef z Lobkowicz 1797–1868 8. kníže ROUDNICKÁ LINIE | Ferdinand Josef z Lobkowicz 1797–1868 8. kníže ROUDNICKÁ LINIE |                                       |                                       | Marie z Liechtensteinu 1808–1871                         | Marie z Liechtensteinu 1808–1871                         | Marie z Liechtensteinu 1808–1871                         | Marie z Liechtensteinu 1808–1871                         | Marie z Liechtensteinu 1808–1871                         | Marie z Liechtensteinu 1808–1871                         |                                      |                                      | 5. Jan Nepomuk Karel z Lobkowicz 1799–1878 KŘIMICKÁ LINIE | 5. Jan Nepomuk Karel z Lobkowicz 1799–1878 KŘIMICKÁ LINIE | 5. Jan Nepomuk Karel z Lobkowicz 1799–1878 KŘIMICKÁ LINIE | 5. Jan Nepomuk Karel z Lobkowicz 1799–1878 KŘIMICKÁ LINIE | 5. Jan Nepomuk Karel z Lobkowicz 1799–1878 KŘIMICKÁ LINIE | 5. Jan Nepomuk Karel z Lobkowicz 1799–1878 KŘIMICKÁ LINIE |                                         |                                         | 1. Karolína Bruntálská z Vrbna 1815–1843           | 1. Karolína Bruntálská z Vrbna 1815–1843           | 1. Karolína Bruntálská z Vrbna 1815–1843           | 1. Karolína Bruntálská z Vrbna 1815–1843           | 1. Karolína Bruntálská z Vrbna 1815–1843           | 1. Karolína Bruntálská z Vrbna 1815–1843           |                          |                          | 4. Tereza z Lobkowicz 1800–1868                            | 4. Tereza z Lobkowicz 1800–1868                            | 4. Tereza z Lobkowicz 1800–1868                            | 4. Tereza z Lobkowicz 1800–1868                            | 4. Tereza z Lobkowicz 1800–1868                            | 4. Tereza z Lobkowicz 1800–1868                            |                                 |                                 | I. Antonie Kinská z Vchynic a Tetova 1815–1835 | I. Antonie Kinská z Vchynic a Tetova 1815–1835 | I. Antonie Kinská z Vchynic a Tetova 1815–1835 | I. Antonie Kinská z Vchynic a Tetova 1815–1835 | I. Antonie Kinská z Vchynic a Tetova 1815–1835 | I. Antonie Kinská z Vchynic a Tetova 1815–1835 |                                         |                                         | Josef František Karel z Lobkowicz 1803–1875 DOLNO-BEŘKOVICKÁ LINIE | Josef František Karel z Lobkowicz 1803–1875 DOLNO-BEŘKOVICKÁ LINIE | Josef František Karel z Lobkowicz 1803–1875 DOLNO-BEŘKOVICKÁ LINIE | Josef František Karel z Lobkowicz 1803–1875 DOLNO-BEŘKOVICKÁ LINIE | Josef František Karel z Lobkowicz 1803–1875 DOLNO-BEŘKOVICKÁ LINIE | Josef František Karel z Lobkowicz 1803–1875 DOLNO-BEŘKOVICKÁ LINIE |                                |                                | II. Marie Zdenka (Sidonie) z Lobkowicz 1828–1917      | II. Marie Zdenka (Sidonie) z Lobkowicz 1828–1917      | II. Marie Zdenka (Sidonie) z Lobkowicz 1828–1917      | II. Marie Zdenka (Sidonie) z Lobkowicz 1828–1917      | II. Marie Zdenka (Sidonie) z Lobkowicz 1828–1917      | II. Marie Zdenka (Sidonie) z Lobkowicz 1828–1917      |                                            |                                            | Ludvík Jan Karel z Lobkowicz 1807–1882 VELKO-MEZIŘÍČSKÁ LINIE | Ludvík Jan Karel z Lobkowicz 1807–1882 VELKO-MEZIŘÍČSKÁ LINIE | Ludvík Jan Karel z Lobkowicz 1807–1882 VELKO-MEZIŘÍČSKÁ LINIE | Ludvík Jan Karel z Lobkowicz 1807–1882 VELKO-MEZIŘÍČSKÁ LINIE | Ludvík Jan Karel z Lobkowicz 1807–1882 VELKO-MEZIŘÍČSKÁ LINIE | Ludvík Jan Karel z Lobkowicz 1807–1882 VELKO-MEZIŘÍČSKÁ LINIE |                                 |                                 | Leopoldina z Liechtensteinu 1815–1899            | Leopoldina z Liechtensteinu 1815–1899            | Leopoldina z Liechtensteinu 1815–1899            | Leopoldina z Liechtensteinu 1815–1899            | Leopoldina z Liechtensteinu 1815–1899            | Leopoldina z Liechtensteinu 1815–1899            |                                       |                                       |                                             |                                             |                                             |                                             |                                             |                                             |                                      |                                      |                                      |                                      |  |  |                               |                               |                               |                               |                               |                               |
| Ferdinand Josef z Lobkowicz 1797–1868 8. kníže ROUDNICKÁ LINIE | Ferdinand Josef z Lobkowicz 1797–1868 8. kníže ROUDNICKÁ LINIE | Ferdinand Josef z Lobkowicz 1797–1868 8. kníže ROUDNICKÁ LINIE | Ferdinand Josef z Lobkowicz 1797–1868 8. kníže ROUDNICKÁ LINIE | Ferdinand Josef z Lobkowicz 1797–1868 8. kníže ROUDNICKÁ LINIE | Ferdinand Josef z Lobkowicz 1797–1868 8. kníže ROUDNICKÁ LINIE |                                       |                                       | Marie z Liechtensteinu 1808–1871                         | Marie z Liechtensteinu 1808–1871                         | Marie z Liechtensteinu 1808–1871                         | Marie z Liechtensteinu 1808–1871                         | Marie z Liechtensteinu 1808–1871                         | Marie z Liechtensteinu 1808–1871                         |                                      |                                      | 5. Jan Nepomuk Karel z Lobkowicz 1799–1878 KŘIMICKÁ LINIE | 5. Jan Nepomuk Karel z Lobkowicz 1799–1878 KŘIMICKÁ LINIE | 5. Jan Nepomuk Karel z Lobkowicz 1799–1878 KŘIMICKÁ LINIE | 5. Jan Nepomuk Karel z Lobkowicz 1799–1878 KŘIMICKÁ LINIE | 5. Jan Nepomuk Karel z Lobkowicz 1799–1878 KŘIMICKÁ LINIE | 5. Jan Nepomuk Karel z Lobkowicz 1799–1878 KŘIMICKÁ LINIE |                                         |                                         | 1. Karolína Bruntálská z Vrbna 1815–1843           | 1. Karolína Bruntálská z Vrbna 1815–1843           | 1. Karolína Bruntálská z Vrbna 1815–1843           | 1. Karolína Bruntálská z Vrbna 1815–1843           | 1. Karolína Bruntálská z Vrbna 1815–1843           | 1. Karolína Bruntálská z Vrbna 1815–1843           |                          |                          | 4. Tereza z Lobkowicz 1800–1868                            | 4. Tereza z Lobkowicz 1800–1868                            | 4. Tereza z Lobkowicz 1800–1868                            | 4. Tereza z Lobkowicz 1800–1868                            | 4. Tereza z Lobkowicz 1800–1868                            | 4. Tereza z Lobkowicz 1800–1868                            |                                 |                                 | I. Antonie Kinská z Vchynic a Tetova 1815–1835 | I. Antonie Kinská z Vchynic a Tetova 1815–1835 | I. Antonie Kinská z Vchynic a Tetova 1815–1835 | I. Antonie Kinská z Vchynic a Tetova 1815–1835 | I. Antonie Kinská z Vchynic a Tetova 1815–1835 | I. Antonie Kinská z Vchynic a Tetova 1815–1835 |                                         |                                         | Josef František Karel z Lobkowicz 1803–1875 DOLNO-BEŘKOVICKÁ LINIE | Josef František Karel z Lobkowicz 1803–1875 DOLNO-BEŘKOVICKÁ LINIE | Josef František Karel z Lobkowicz 1803–1875 DOLNO-BEŘKOVICKÁ LINIE | Josef František Karel z Lobkowicz 1803–1875 DOLNO-BEŘKOVICKÁ LINIE | Josef František Karel z Lobkowicz 1803–1875 DOLNO-BEŘKOVICKÁ LINIE | Josef František Karel z Lobkowicz 1803–1875 DOLNO-BEŘKOVICKÁ LINIE |                                |                                | II. Marie Zdenka (Sidonie) z Lobkowicz 1828–1917      | II. Marie Zdenka (Sidonie) z Lobkowicz 1828–1917      | II. Marie Zdenka (Sidonie) z Lobkowicz 1828–1917      | II. Marie Zdenka (Sidonie) z Lobkowicz 1828–1917      | II. Marie Zdenka (Sidonie) z Lobkowicz 1828–1917      | II. Marie Zdenka (Sidonie) z Lobkowicz 1828–1917      |                                            |                                            | Ludvík Jan Karel z Lobkowicz 1807–1882 VELKO-MEZIŘÍČSKÁ LINIE | Ludvík Jan Karel z Lobkowicz 1807–1882 VELKO-MEZIŘÍČSKÁ LINIE | Ludvík Jan Karel z Lobkowicz 1807–1882 VELKO-MEZIŘÍČSKÁ LINIE | Ludvík Jan Karel z Lobkowicz 1807–1882 VELKO-MEZIŘÍČSKÁ LINIE | Ludvík Jan Karel z Lobkowicz 1807–1882 VELKO-MEZIŘÍČSKÁ LINIE | Ludvík Jan Karel z Lobkowicz 1807–1882 VELKO-MEZIŘÍČSKÁ LINIE |                                 |                                 | Leopoldina z Liechtensteinu 1815–1899            | Leopoldina z Liechtensteinu 1815–1899            | Leopoldina z Liechtensteinu 1815–1899            | Leopoldina z Liechtensteinu 1815–1899            | Leopoldina z Liechtensteinu 1815–1899            | Leopoldina z Liechtensteinu 1815–1899            |                                       |                                       |                                             |                                             |                                             |                                             |                                             |                                             |                                      |                                      |                                      |                                      |  |  |                               |                               |                               |                               |                               |                               |
|                                                                |                                                                |                                                                |                                                                |                                                                |                                                                |                                       |                                       |                                                          |                                                          |                                                          |                                                          |                                                          |                                                          |                                      |                                      |                                                           |                                                           |                                                           |                                                           |                                                           |                                                           |                                         |                                         |                                                    |                                                    |                                                    |                                                    |                                                    |                                                    |                          |                          |                                                            |                                                            |                                                            |                                                            |                                                            |                                                            |                                 |                                 |                                                |                                                |                                                |                                                |                                                |                                                |                                         |                                         |                                                                    |                                                                    |                                                                    |                                                                    |                                                                    |                                                                    |                                |                                |                                                       |                                                       |                                                       |                                                       |                                                       |                                                       |                                            |                                            |                                                               |                                                               |                                                               |                                                               |                                                               |                                                               |                                 |                                 |                                                  |                                                  |                                                  |                                                  |                                                  |                                                  |                                       |                                       |                                             |                                             |                                             |                                             |                                             |                                             |                                      |                                      |                                      |                                      |  |  |                               |                               |                               |                               |                               |                               |
|                                                                |                                                                |                                                                |                                                                |                                                                |                                                                |                                       |                                       |                                                          |                                                          |                                                          |                                                          |                                                          |                                                          |                                      |                                      |                                                           |                                                           |                                                           |                                                           |                                                           |                                                           |                                         |                                         |                                                    |                                                    |                                                    |                                                    |                                                    |                                                    |                          |                          |                                                            |                                                            |                                                            |                                                            |                                                            |                                                            |                                 |                                 |                                                |                                                |                                                |                                                |                                                |                                                |                                         |                                         |                                                                    |                                                                    |                                                                    |                                                                    |                                                                    |                                                                    |                                |                                |                                                       |                                                       |                                                       |                                                       |                                                       |                                                       |                                            |                                            |                                                               |                                                               |                                                               |                                                               |                                                               |                                                               |                                 |                                 |                                                  |                                                  |                                                  |                                                  |                                                  |                                                  |                                       |                                       |                                             |                                             |                                             |                                             |                                             |                                             |                                      |                                      |                                      |                                      |  |  |                               |                               |                               |                               |                               |                               |
| 8. František Evžen z Lobkowicz 1839–1898                       | 8. František Evžen z Lobkowicz 1839–1898                       | 8. František Evžen z Lobkowicz 1839–1898                       | 8. František Evžen z Lobkowicz 1839–1898                       | 8. František Evžen z Lobkowicz 1839–1898                       | 8. František Evžen z Lobkowicz 1839–1898                       |                                       |                                       | 9. Kunhuta ze Sternbergu 1847–1916                       | 9. Kunhuta ze Sternbergu 1847–1916                       | 9. Kunhuta ze Sternbergu 1847–1916                       | 9. Kunhuta ze Sternbergu 1847–1916                       | 9. Kunhuta ze Sternbergu 1847–1916                       | 9. Kunhuta ze Sternbergu 1847–1916                       |                                      |                                      | 3. Evžen z Lobkowicz 1842–1866                            | 3. Evžen z Lobkowicz 1842–1866                            | 3. Evžen z Lobkowicz 1842–1866                            | 3. Evžen z Lobkowicz 1842–1866                            | 3. Evžen z Lobkowicz 1842–1866                            | 3. Evžen z Lobkowicz 1842–1866                            |                                         |                                         | Marie Markéta z Lobkowicz 1837–1870                | Marie Markéta z Lobkowicz 1837–1870                | Marie Markéta z Lobkowicz 1837–1870                | Marie Markéta z Lobkowicz 1837–1870                | Marie Markéta z Lobkowicz 1837–1870                | Marie Markéta z Lobkowicz 1837–1870                |                          |                          | Jan Nepomuk z Harrachu 1828–1909                           | Jan Nepomuk z Harrachu 1828–1909                           | Jan Nepomuk z Harrachu 1828–1909                           | Jan Nepomuk z Harrachu 1828–1909                           | Jan Nepomuk z Harrachu 1828–1909                           | Jan Nepomuk z Harrachu 1828–1909                           |                                 |                                 | Johanna Nepomucena z Lobkowicz 1840–1872       | Johanna Nepomucena z Lobkowicz 1840–1872       | Johanna Nepomucena z Lobkowicz 1840–1872       | Johanna Nepomucena z Lobkowicz 1840–1872       | Johanna Nepomucena z Lobkowicz 1840–1872       | Johanna Nepomucena z Lobkowicz 1840–1872       |                                         |                                         | Karel František z Schönbornu 1840–1908                             | Karel František z Schönbornu 1840–1908                             | Karel František z Schönbornu 1840–1908                             | Karel František z Schönbornu 1840–1908                             | Karel František z Schönbornu 1840–1908                             | Karel František z Schönbornu 1840–1908                             |                                |                                | 6. Karolína z Lobkowicz 1835–1881                     | 6. Karolína z Lobkowicz 1835–1881                     | 6. Karolína z Lobkowicz 1835–1881                     | 6. Karolína z Lobkowicz 1835–1881                     | 6. Karolína z Lobkowicz 1835–1881                     | 6. Karolína z Lobkowicz 1835–1881                     |                                            |                                            | 7. Filip Schenk ze Stauffenbergu 1828–1895                    | 7. Filip Schenk ze Stauffenbergu 1828–1895                    | 7. Filip Schenk ze Stauffenbergu 1828–1895                    | 7. Filip Schenk ze Stauffenbergu 1828–1895                    | 7. Filip Schenk ze Stauffenbergu 1828–1895                    | 7. Filip Schenk ze Stauffenbergu 1828–1895                    |                                 |                                 |                                                  |                                                  |                                                  |                                                  |                                                  |                                                  |                                       |                                       |                                             |                                             |                                             |                                             |                                             |                                             |                                      |                                      |                                      |                                      |  |  |                               |                               |                               |                               |                               |                               |
| 8. František Evžen z Lobkowicz 1839–1898                       | 8. František Evžen z Lobkowicz 1839–1898                       | 8. František Evžen z Lobkowicz 1839–1898                       | 8. František Evžen z Lobkowicz 1839–1898                       | 8. František Evžen z Lobkowicz 1839–1898                       | 8. František Evžen z Lobkowicz 1839–1898                       |                                       |                                       | 9. Kunhuta ze Sternbergu 1847–1916                       | 9. Kunhuta ze Sternbergu 1847–1916                       | 9. Kunhuta ze Sternbergu 1847–1916                       | 9. Kunhuta ze Sternbergu 1847–1916                       | 9. Kunhuta ze Sternbergu 1847–1916                       | 9. Kunhuta ze Sternbergu 1847–1916                       |                                      |                                      | 3. Evžen z Lobkowicz 1842–1866                            | 3. Evžen z Lobkowicz 1842–1866                            | 3. Evžen z Lobkowicz 1842–1866                            | 3. Evžen z Lobkowicz 1842–1866                            | 3. Evžen z Lobkowicz 1842–1866                            | 3. Evžen z Lobkowicz 1842–1866                            |                                         |                                         | Marie Markéta z Lobkowicz 1837–1870                | Marie Markéta z Lobkowicz 1837–1870                | Marie Markéta z Lobkowicz 1837–1870                | Marie Markéta z Lobkowicz 1837–1870                | Marie Markéta z Lobkowicz 1837–1870                | Marie Markéta z Lobkowicz 1837–1870                |                          |                          | Jan Nepomuk z Harrachu 1828–1909                           | Jan Nepomuk z Harrachu 1828–1909                           | Jan Nepomuk z Harrachu 1828–1909                           | Jan Nepomuk z Harrachu 1828–1909                           | Jan Nepomuk z Harrachu 1828–1909                           | Jan Nepomuk z Harrachu 1828–1909                           |                                 |                                 | Johanna Nepomucena z Lobkowicz 1840–1872       | Johanna Nepomucena z Lobkowicz 1840–1872       | Johanna Nepomucena z Lobkowicz 1840–1872       | Johanna Nepomucena z Lobkowicz 1840–1872       | Johanna Nepomucena z Lobkowicz 1840–1872       | Johanna Nepomucena z Lobkowicz 1840–1872       |                                         |                                         | Karel František z Schönbornu 1840–1908                             | Karel František z Schönbornu 1840–1908                             | Karel František z Schönbornu 1840–1908                             | Karel František z Schönbornu 1840–1908                             | Karel František z Schönbornu 1840–1908                             | Karel František z Schönbornu 1840–1908                             |                                |                                | 6. Karolína z Lobkowicz 1835–1881                     | 6. Karolína z Lobkowicz 1835–1881                     | 6. Karolína z Lobkowicz 1835–1881                     | 6. Karolína z Lobkowicz 1835–1881                     | 6. Karolína z Lobkowicz 1835–1881                     | 6. Karolína z Lobkowicz 1835–1881                     |                                            |                                            | 7. Filip Schenk ze Stauffenbergu 1828–1895                    | 7. Filip Schenk ze Stauffenbergu 1828–1895                    | 7. Filip Schenk ze Stauffenbergu 1828–1895                    | 7. Filip Schenk ze Stauffenbergu 1828–1895                    | 7. Filip Schenk ze Stauffenbergu 1828–1895                    | 7. Filip Schenk ze Stauffenbergu 1828–1895                    |                                 |                                 |                                                  |                                                  |                                                  |                                                  |                                                  |                                                  |                                       |                                       |                                             |                                             |                                             |                                             |                                             |                                             |                                      |                                      |                                      |                                      |  |  |                               |                               |                               |                               |                               |                               |
|                                                                |                                                                |                                                                |                                                                |                                                                |                                                                |                                       |                                       |                                                          |                                                          |                                                          |                                                          |                                                          |                                                          |                                      |                                      |                                                           |                                                           |                                                           |                                                           |                                                           |                                                           |                                         |                                         |                                                    |                                                    |                                                    |                                                    |                                                    |                                                    |                          |                          |                                                            |                                                            |                                                            |                                                            |                                                            |                                                            |                                 |                                 |                                                |                                                |                                                |                                                |                                                |                                                |                                         |                                         |                                                                    |                                                                    |                                                                    |                                                                    |                                                                    |                                                                    |                                |                                |                                                       |                                                       |                                                       |                                                       |                                                       |                                                       |                                            |                                            |                                                               |                                                               |                                                               |                                                               |                                                               |                                                               |                                 |                                 |                                                  |                                                  |                                                  |                                                  |                                                  |                                                  |                                       |                                       |                                             |                                             |                                             |                                             |                                             |                                             |                                      |                                      |                                      |                                      |  |  |                               |                               |                               |                               |                               |                               |
|                                                                |                                                                |                                                                |                                                                |                                                                |                                                                |                                       |                                       |                                                          |                                                          |                                                          |                                                          |                                                          |                                                          |                                      |                                      |                                                           |                                                           |                                                           |                                                           |                                                           |                                                           |                                         |                                         |                                                    |                                                    |                                                    |                                                    |                                                    |                                                    |                          |                          |                                                            |                                                            |                                                            |                                                            |                                                            |                                                            |                                 |                                 |                                                |                                                |                                                |                                                |                                                |                                                |                                         |                                         |                                                                    |                                                                    |                                                                    |                                                                    |                                                                    |                                                                    |                                |                                |                                                       |                                                       |                                                       |                                                       |                                                       |                                                       |                                            |                                            |                                                               |                                                               |                                                               |                                                               |                                                               |                                                               |                                 |                                 |                                                  |                                                  |                                                  |                                                  |                                                  |                                                  |                                       |                                       |                                             |                                             |                                             |                                             |                                             |                                             |                                      |                                      |                                      |                                      |  |  |                               |                               |                               |                               |                               |                               |
| Evžen z Lobkowicz */† 1870                                     | Evžen z Lobkowicz */† 1870                                     | Evžen z Lobkowicz */† 1870                                     | Evžen z Lobkowicz */† 1870                                     | Evžen z Lobkowicz */† 1870                                     | Evžen z Lobkowicz */† 1870                                     |                                       |                                       | 11. František Zdeněk z Lobkowicz 1872–1927               | 11. František Zdeněk z Lobkowicz 1872–1927               | 11. František Zdeněk z Lobkowicz 1872–1927               | 11. František Zdeněk z Lobkowicz 1872–1927               | 11. František Zdeněk z Lobkowicz 1872–1927               | 11. František Zdeněk z Lobkowicz 1872–1927               |                                      |                                      | Bedřich Filip z Lobkowicz 1875–1931                       | Bedřich Filip z Lobkowicz 1875–1931                       | Bedřich Filip z Lobkowicz 1875–1931                       | Bedřich Filip z Lobkowicz 1875–1931                       | Bedřich Filip z Lobkowicz 1875–1931                       | Bedřich Filip z Lobkowicz 1875–1931                       |                                         |                                         | 14. Jaroslav Alois z Lobkowicz 1877–1953 11. kníže | 14. Jaroslav Alois z Lobkowicz 1877–1953 11. kníže | 14. Jaroslav Alois z Lobkowicz 1877–1953 11. kníže | 14. Jaroslav Alois z Lobkowicz 1877–1953 11. kníže | 14. Jaroslav Alois z Lobkowicz 1877–1953 11. kníže | 14. Jaroslav Alois z Lobkowicz 1877–1953 11. kníže |                          |                          | 12. Maria Theresia Ernestine z Beaufort-Spontinu 1885–1942 | 12. Maria Theresia Ernestine z Beaufort-Spontinu 1885–1942 | 12. Maria Theresia Ernestine z Beaufort-Spontinu 1885–1942 | 12. Maria Theresia Ernestine z Beaufort-Spontinu 1885–1942 | 12. Maria Theresia Ernestine z Beaufort-Spontinu 1885–1942 | 12. Maria Theresia Ernestine z Beaufort-Spontinu 1885–1942 |                                 |                                 | 13. Karoline z Lobkowicz 1873–1951             | 13. Karoline z Lobkowicz 1873–1951             | 13. Karoline z Lobkowicz 1873–1951             | 13. Karoline z Lobkowicz 1873–1951             | 13. Karoline z Lobkowicz 1873–1951             | 13. Karoline z Lobkowicz 1873–1951             |                                         |                                         | 10. Max z Croÿ-Slabce 1864–1920                                    | 10. Max z Croÿ-Slabce 1864–1920                                    | 10. Max z Croÿ-Slabce 1864–1920                                    | 10. Max z Croÿ-Slabce 1864–1920                                    | 10. Max z Croÿ-Slabce 1864–1920                                    | 10. Max z Croÿ-Slabce 1864–1920                                    |                                |                                | Maria Theresia z Lobkowicz 1880–1948                  | Maria Theresia z Lobkowicz 1880–1948                  | Maria Theresia z Lobkowicz 1880–1948                  | Maria Theresia z Lobkowicz 1880–1948                  | Maria Theresia z Lobkowicz 1880–1948                  | Maria Theresia z Lobkowicz 1880–1948                  |                                            |                                            | Raoul de Busseul 1876–1958                                    | Raoul de Busseul 1876–1958                                    | Raoul de Busseul 1876–1958                                    | Raoul de Busseul 1876–1958                                    | Raoul de Busseul 1876–1958                                    | Raoul de Busseul 1876–1958                                    |                                 |                                 | 2. Eleonora Schenková ze Stauffenbergu 1862–1863 | 2. Eleonora Schenková ze Stauffenbergu 1862–1863 | 2. Eleonora Schenková ze Stauffenbergu 1862–1863 | 2. Eleonora Schenková ze Stauffenbergu 1862–1863 | 2. Eleonora Schenková ze Stauffenbergu 1862–1863 | 2. Eleonora Schenková ze Stauffenbergu 1862–1863 |                                       |                                       |                                             |                                             |                                             |                                             |                                             |                                             |                                      |                                      |                                      |                                      |  |  |                               |                               |                               |                               |                               |                               |
| Evžen z Lobkowicz */† 1870                                     | Evžen z Lobkowicz */† 1870                                     | Evžen z Lobkowicz */† 1870                                     | Evžen z Lobkowicz */† 1870                                     | Evžen z Lobkowicz */† 1870                                     | Evžen z Lobkowicz */† 1870                                     |                                       |                                       | 11. František Zdeněk z Lobkowicz 1872–1927               | 11. František Zdeněk z Lobkowicz 1872–1927               | 11. František Zdeněk z Lobkowicz 1872–1927               | 11. František Zdeněk z Lobkowicz 1872–1927               | 11. František Zdeněk z Lobkowicz 1872–1927               | 11. František Zdeněk z Lobkowicz 1872–1927               |                                      |                                      | Bedřich Filip z Lobkowicz 1875–1931                       | Bedřich Filip z Lobkowicz 1875–1931                       | Bedřich Filip z Lobkowicz 1875–1931                       | Bedřich Filip z Lobkowicz 1875–1931                       | Bedřich Filip z Lobkowicz 1875–1931                       | Bedřich Filip z Lobkowicz 1875–1931                       |                                         |                                         | 14. Jaroslav Alois z Lobkowicz 1877–1953 11. kníže | 14. Jaroslav Alois z Lobkowicz 1877–1953 11. kníže | 14. Jaroslav Alois z Lobkowicz 1877–1953 11. kníže | 14. Jaroslav Alois z Lobkowicz 1877–1953 11. kníže | 14. Jaroslav Alois z Lobkowicz 1877–1953 11. kníže | 14. Jaroslav Alois z Lobkowicz 1877–1953 11. kníže |                          |                          | 12. Maria Theresia Ernestine z Beaufort-Spontinu 1885–1942 | 12. Maria Theresia Ernestine z Beaufort-Spontinu 1885–1942 | 12. Maria Theresia Ernestine z Beaufort-Spontinu 1885–1942 | 12. Maria Theresia Ernestine z Beaufort-Spontinu 1885–1942 | 12. Maria Theresia Ernestine z Beaufort-Spontinu 1885–1942 | 12. Maria Theresia Ernestine z Beaufort-Spontinu 1885–1942 |                                 |                                 | 13. Karoline z Lobkowicz 1873–1951             | 13. Karoline z Lobkowicz 1873–1951             | 13. Karoline z Lobkowicz 1873–1951             | 13. Karoline z Lobkowicz 1873–1951             | 13. Karoline z Lobkowicz 1873–1951             | 13. Karoline z Lobkowicz 1873–1951             |                                         |                                         | 10. Max z Croÿ-Slabce 1864–1920                                    | 10. Max z Croÿ-Slabce 1864–1920                                    | 10. Max z Croÿ-Slabce 1864–1920                                    | 10. Max z Croÿ-Slabce 1864–1920                                    | 10. Max z Croÿ-Slabce 1864–1920                                    | 10. Max z Croÿ-Slabce 1864–1920                                    |                                |                                | Maria Theresia z Lobkowicz 1880–1948                  | Maria Theresia z Lobkowicz 1880–1948                  | Maria Theresia z Lobkowicz 1880–1948                  | Maria Theresia z Lobkowicz 1880–1948                  | Maria Theresia z Lobkowicz 1880–1948                  | Maria Theresia z Lobkowicz 1880–1948                  |                                            |                                            | Raoul de Busseul 1876–1958                                    | Raoul de Busseul 1876–1958                                    | Raoul de Busseul 1876–1958                                    | Raoul de Busseul 1876–1958                                    | Raoul de Busseul 1876–1958                                    | Raoul de Busseul 1876–1958                                    |                                 |                                 | 2. Eleonora Schenková ze Stauffenbergu 1862–1863 | 2. Eleonora Schenková ze Stauffenbergu 1862–1863 | 2. Eleonora Schenková ze Stauffenbergu 1862–1863 | 2. Eleonora Schenková ze Stauffenbergu 1862–1863 | 2. Eleonora Schenková ze Stauffenbergu 1862–1863 | 2. Eleonora Schenková ze Stauffenbergu 1862–1863 |                                       |                                       |                                             |                                             |                                             |                                             |                                             |                                             |                                      |                                      |                                      |                                      |  |  |                               |                               |                               |                               |                               |                               |
|                                                                |                                                                |                                                                |                                                                |                                                                |                                                                |                                       |                                       |                                                          |                                                          |                                                          |                                                          |                                                          |                                                          |                                      |                                      |                                                           |                                                           |                                                           |                                                           |                                                           |                                                           |                                         |                                         |                                                    |                                                    |                                                    |                                                    |                                                    |                                                    |                          |                          |                                                            |                                                            |                                                            |                                                            |                                                            |                                                            |                                 |                                 |                                                |                                                |                                                |                                                |                                                |                                                |                                         |                                         |                                                                    |                                                                    |                                                                    |                                                                    |                                                                    |                                                                    |                                |                                |                                                       |                                                       |                                                       |                                                       |                                                       |                                                       |                                            |                                            |                                                               |                                                               |                                                               |                                                               |                                                               |                                                               |                                 |                                 |                                                  |                                                  |                                                  |                                                  |                                                  |                                                  |                                       |                                       |                                             |                                             |                                             |                                             |                                             |                                             |                                      |                                      |                                      |                                      |  |  |                               |                               |                               |                               |                               |                               |
|                                                                |                                                                |                                                                |                                                                |                                                                |                                                                |                                       |                                       |                                                          |                                                          |                                                          |                                                          |                                                          |                                                          |                                      |                                      |                                                           |                                                           |                                                           |                                                           |                                                           |                                                           |                                         |                                         |                                                    |                                                    |                                                    |                                                    |                                                    |                                                    |                          |                          |                                                            |                                                            |                                                            |                                                            |                                                            |                                                            |                                 |                                 |                                                |                                                |                                                |                                                |                                                |                                                |                                         |                                         |                                                                    |                                                                    |                                                                    |                                                                    |                                                                    |                                                                    |                                |                                |                                                       |                                                       |                                                       |                                                       |                                                       |                                                       |                                            |                                            |                                                               |                                                               |                                                               |                                                               |                                                               |                                                               |                                 |                                 |                                                  |                                                  |                                                  |                                                  |                                                  |                                                  |                                       |                                       |                                             |                                             |                                             |                                             |                                             |                                             |                                      |                                      |                                      |                                      |  |  |                               |                               |                               |                               |                               |                               |
|                                                                |                                                                |                                                                |                                                                | Marie Kunigunde z Lobkowicz 1906–2005                          | Marie Kunigunde z Lobkowicz 1906–2005                          | Marie Kunigunde z Lobkowicz 1906–2005 | Marie Kunigunde z Lobkowicz 1906–2005 | Marie Kunigunde z Lobkowicz 1906–2005                    | Marie Kunigunde z Lobkowicz 1906–2005                    |                                                          |                                                          | Charles von Limburg-Stirum 1906–1989                     | Charles von Limburg-Stirum 1906–1989                     | Charles von Limburg-Stirum 1906–1989 | Charles von Limburg-Stirum 1906–1989 | Charles von Limburg-Stirum 1906–1989                      | Charles von Limburg-Stirum 1906–1989                      |                                                           |                                                           | Bedřich z Lobkowicz 1907–1954 12. kníže                   | Bedřich z Lobkowicz 1907–1954 12. kníže                   | Bedřich z Lobkowicz 1907–1954 12. kníže | Bedřich z Lobkowicz 1907–1954 12. kníže | Bedřich z Lobkowicz 1907–1954 12. kníže            | Bedřich z Lobkowicz 1907–1954 12. kníže            |                                                    |                                                    | Jan z Lobkowicz */† 1912                           | Jan z Lobkowicz */† 1912                           | Jan z Lobkowicz */† 1912 | Jan z Lobkowicz */† 1912 | Jan z Lobkowicz */† 1912                                   | Jan z Lobkowicz */† 1912                                   |                                                            |                                                            | Margarete z Lobkowicz 1913–1946                            | Margarete z Lobkowicz 1913–1946                            | Margarete z Lobkowicz 1913–1946 | Margarete z Lobkowicz 1913–1946 | Margarete z Lobkowicz 1913–1946                | Margarete z Lobkowicz 1913–1946                |                                                |                                                | Zdenko von Hoenning O'Carroll 1906–1996        | Zdenko von Hoenning O'Carroll 1906–1996        | Zdenko von Hoenning O'Carroll 1906–1996 | Zdenko von Hoenning O'Carroll 1906–1996 | Zdenko von Hoenning O'Carroll 1906–1996                            | Zdenko von Hoenning O'Carroll 1906–1996                            |                                                                    |                                                                    | Eleonore z Lobkowicz 1916–2000                                     | Eleonore z Lobkowicz 1916–2000                                     | Eleonore z Lobkowicz 1916–2000 | Eleonore z Lobkowicz 1916–2000 | Eleonore z Lobkowicz 1916–2000                        | Eleonore z Lobkowicz 1916–2000                        |                                                       |                                                       | Franz Xaver Basselet de la Rosée 1906–1984            | Franz Xaver Basselet de la Rosée 1906–1984            | Franz Xaver Basselet de la Rosée 1906–1984 | Franz Xaver Basselet de la Rosée 1906–1984 | Franz Xaver Basselet de la Rosée 1906–1984                    | Franz Xaver Basselet de la Rosée 1906–1984                    |                                                               |                                                               | Gabrielle z Lobkowicz 1919–2010                               | Gabrielle z Lobkowicz 1919–2010                               | Gabrielle z Lobkowicz 1919–2010 | Gabrielle z Lobkowicz 1919–2010 | Gabrielle z Lobkowicz 1919–2010                  | Gabrielle z Lobkowicz 1919–2010                  |                                                  |                                                  | I. Marie Therese z Belcredi 1922–1978            | I. Marie Therese z Belcredi 1922–1978            | I. Marie Therese z Belcredi 1922–1978 | I. Marie Therese z Belcredi 1922–1978 | I. Marie Therese z Belcredi 1922–1978       | I. Marie Therese z Belcredi 1922–1978       |                                             |                                             | Johann Nepomuk z Lobkowicz 1920–2000        | Johann Nepomuk z Lobkowicz 1920–2000        | Johann Nepomuk z Lobkowicz 1920–2000 | Johann Nepomuk z Lobkowicz 1920–2000 | Johann Nepomuk z Lobkowicz 1920–2000 | Johann Nepomuk z Lobkowicz 1920–2000 |  |  | II. Pauline d'Ursel 1926–2015 | II. Pauline d'Ursel 1926–2015 | II. Pauline d'Ursel 1926–2015 | II. Pauline d'Ursel 1926–2015 | II. Pauline d'Ursel 1926–2015 | II. Pauline d'Ursel 1926–2015 |
|                                                                |                                                                |                                                                |                                                                | Marie Kunigunde z Lobkowicz 1906–2005                          | Marie Kunigunde z Lobkowicz 1906–2005                          | Marie Kunigunde z Lobkowicz 1906–2005 | Marie Kunigunde z Lobkowicz 1906–2005 | Marie Kunigunde z Lobkowicz 1906–2005                    | Marie Kunigunde z Lobkowicz 1906–2005                    |                                                          |                                                          | Charles von Limburg-Stirum 1906–1989                     | Charles von Limburg-Stirum 1906–1989                     | Charles von Limburg-Stirum 1906–1989 | Charles von Limburg-Stirum 1906–1989 | Charles von Limburg-Stirum 1906–1989                      | Charles von Limburg-Stirum 1906–1989                      |                                                           |                                                           | Bedřich z Lobkowicz 1907–1954 12. kníže                   | Bedřich z Lobkowicz 1907–1954 12. kníže                   | Bedřich z Lobkowicz 1907–1954 12. kníže | Bedřich z Lobkowicz 1907–1954 12. kníže | Bedřich z Lobkowicz 1907–1954 12. kníže            | Bedřich z Lobkowicz 1907–1954 12. kníže            |                                                    |                                                    | Jan z Lobkowicz */† 1912                           | Jan z Lobkowicz */† 1912                           | Jan z Lobkowicz */† 1912 | Jan z Lobkowicz */† 1912 | Jan z Lobkowicz */† 1912                                   | Jan z Lobkowicz */† 1912                                   |                                                            |                                                            | Margarete z Lobkowicz 1913–1946                            | Margarete z Lobkowicz 1913–1946                            | Margarete z Lobkowicz 1913–1946 | Margarete z Lobkowicz 1913–1946 | Margarete z Lobkowicz 1913–1946                | Margarete z Lobkowicz 1913–1946                |                                                |                                                | Zdenko von Hoenning O'Carroll 1906–1996        | Zdenko von Hoenning O'Carroll 1906–1996        | Zdenko von Hoenning O'Carroll 1906–1996 | Zdenko von Hoenning O'Carroll 1906–1996 | Zdenko von Hoenning O'Carroll 1906–1996                            | Zdenko von Hoenning O'Carroll 1906–1996                            |                                                                    |                                                                    | Eleonore z Lobkowicz 1916–2000                                     | Eleonore z Lobkowicz 1916–2000                                     | Eleonore z Lobkowicz 1916–2000 | Eleonore z Lobkowicz 1916–2000 | Eleonore z Lobkowicz 1916–2000                        | Eleonore z Lobkowicz 1916–2000                        |                                                       |                                                       | Franz Xaver Basselet de la Rosée 1906–1984            | Franz Xaver Basselet de la Rosée 1906–1984            | Franz Xaver Basselet de la Rosée 1906–1984 | Franz Xaver Basselet de la Rosée 1906–1984 | Franz Xaver Basselet de la Rosée 1906–1984                    | Franz Xaver Basselet de la Rosée 1906–1984                    |                                                               |                                                               | Gabrielle z Lobkowicz 1919–2010                               | Gabrielle z Lobkowicz 1919–2010                               | Gabrielle z Lobkowicz 1919–2010 | Gabrielle z Lobkowicz 1919–2010 | Gabrielle z Lobkowicz 1919–2010                  | Gabrielle z Lobkowicz 1919–2010                  |                                                  |                                                  | I. Marie Therese z Belcredi 1922–1978            | I. Marie Therese z Belcredi 1922–1978            | I. Marie Therese z Belcredi 1922–1978 | I. Marie Therese z Belcredi 1922–1978 | I. Marie Therese z Belcredi 1922–1978       | I. Marie Therese z Belcredi 1922–1978       |                                             |                                             | Johann Nepomuk z Lobkowicz 1920–2000        | Johann Nepomuk z Lobkowicz 1920–2000        | Johann Nepomuk z Lobkowicz 1920–2000 | Johann Nepomuk z Lobkowicz 1920–2000 | Johann Nepomuk z Lobkowicz 1920–2000 | Johann Nepomuk z Lobkowicz 1920–2000 |  |  | II. Pauline d'Ursel 1926–2015 | II. Pauline d'Ursel 1926–2015 | II. Pauline d'Ursel 1926–2015 | II. Pauline d'Ursel 1926–2015 | II. Pauline d'Ursel 1926–2015 | II. Pauline d'Ursel 1926–2015 |
|                                                                |                                                                |                                                                |                                                                |                                                                |                                                                |                                       |                                       |                                                          |                                                          |                                                          |                                                          |                                                          |                                                          |                                      |                                      |                                                           |                                                           |                                                           |                                                           |                                                           |                                                           |                                         |                                         |                                                    |                                                    |                                                    |                                                    |                                                    |                                                    |                          |                          |                                                            |                                                            |                                                            |                                                            |                                                            |                                                            |                                 |                                 |                                                |                                                |                                                |                                                |                                                |                                                |                                         |                                         |                                                                    |                                                                    |                                                                    |                                                                    |                                                                    |                                                                    |                                |                                |                                                       |                                                       |                                                       |                                                       |                                                       |                                                       |                                            |                                            |                                                               |                                                               |                                                               |                                                               |                                                               |                                                               |                                 |                                 |                                                  |                                                  |                                                  |                                                  |                                                  |                                                  |                                       |                                       |                                             |                                             |                                             |                                             |                                             |                                             |                                      |                                      |                                      |                                      |  |  |                               |                               |                               |                               |                               |                               |
|                                                                |                                                                |                                                                |                                                                |                                                                |                                                                |                                       |                                       |                                                          |                                                          |                                                          |                                                          |                                                          |                                                          |                                      |                                      |                                                           |                                                           |                                                           |                                                           |                                                           |                                                           |                                         |                                         |                                                    |                                                    |                                                    |                                                    |                                                    |                                                    |                          |                          |                                                            |                                                            |                                                            |                                                            |                                                            |                                                            |                                 |                                 |                                                |                                                |                                                |                                                |                                                |                                                |                                         |                                         |                                                                    |                                                                    |                                                                    |                                                                    |                                                                    |                                                                    |                                |                                |                                                       |                                                       |                                                       |                                                       |                                                       |                                                       |                                            |                                            |                                                               |                                                               |                                                               |                                                               |                                                               |                                                               |                                 |                                 |                                                  |                                                  |                                                  |                                                  |                                                  |                                                  |                                       |                                       |                                             |                                             |                                             |                                             |                                             |                                             |                                      |                                      |                                      |                                      |  |  |                               |                               |                               |                               |                               |                               |
| 15. Beatrice z Lobkowicz 1909–1999                             | 15. Beatrice z Lobkowicz 1909–1999                             | 15. Beatrice z Lobkowicz 1909–1999                             | 15. Beatrice z Lobkowicz 1909–1999                             | 15. Beatrice z Lobkowicz 1909–1999                             | 15. Beatrice z Lobkowicz 1909–1999                             |                                       |                                       | 16. Gabrielle z Korff-Schmising-Kerssenbrocku 1917–2008  | 16. Gabrielle z Korff-Schmising-Kerssenbrocku 1917–2008  | 16. Gabrielle z Korff-Schmising-Kerssenbrocku 1917–2008  | 16. Gabrielle z Korff-Schmising-Kerssenbrocku 1917–2008  | 16. Gabrielle z Korff-Schmising-Kerssenbrocku 1917–2008  | 16. Gabrielle z Korff-Schmising-Kerssenbrocku 1917–2008  |                                      |                                      | x985. Jaroslav Claude z Lobkowicz 1910–1985 13. kníže     | x985. Jaroslav Claude z Lobkowicz 1910–1985 13. kníže     | x985. Jaroslav Claude z Lobkowicz 1910–1985 13. kníže     | x985. Jaroslav Claude z Lobkowicz 1910–1985 13. kníže     | x985. Jaroslav Claude z Lobkowicz 1910–1985 13. kníže     | x985. Jaroslav Claude z Lobkowicz 1910–1985 13. kníže     |                                         |                                         | Anna z Lobkowicz 1917–1919                         | Anna z Lobkowicz 1917–1919                         | Anna z Lobkowicz 1917–1919                         | Anna z Lobkowicz 1917–1919                         | Anna z Lobkowicz 1917–1919                         | Anna z Lobkowicz 1917–1919                         |                          |                          | Marie Melanie z Lobkowicz 1928–?                           | Marie Melanie z Lobkowicz 1928–?                           | Marie Melanie z Lobkowicz 1928–?                           | Marie Melanie z Lobkowicz 1928–?                           | Marie Melanie z Lobkowicz 1928–?                           | Marie Melanie z Lobkowicz 1928–?                           |                                 |                                 | Pierre Bazinet 1925–?                          | Pierre Bazinet 1925–?                          | Pierre Bazinet 1925–?                          | Pierre Bazinet 1925–?                          | Pierre Bazinet 1925–?                          | Pierre Bazinet 1925–?                          |                                         |                                         | Christian Lobkowicz 1924–2001                                      | Christian Lobkowicz 1924–2001                                      | Christian Lobkowicz 1924–2001                                      | Christian Lobkowicz 1924–2001                                      | Christian Lobkowicz 1924–2001                                      | Christian Lobkowicz 1924–2001                                      |                                |                                | Maria Theresia z Trauttmansdorff-Weinsbergu 1922–2009 | Maria Theresia z Trauttmansdorff-Weinsbergu 1922–2009 | Maria Theresia z Trauttmansdorff-Weinsbergu 1922–2009 | Maria Theresia z Trauttmansdorff-Weinsbergu 1922–2009 | Maria Theresia z Trauttmansdorff-Weinsbergu 1922–2009 | Maria Theresia z Trauttmansdorff-Weinsbergu 1922–2009 |                                            |                                            | Karel Lobkowicz 1922–1990                                     | Karel Lobkowicz 1922–1990                                     | Karel Lobkowicz 1922–1990                                     | Karel Lobkowicz 1922–1990                                     | Karel Lobkowicz 1922–1990                                     | Karel Lobkowicz 1922–1990                                     |                                 |                                 | Ladislav Lobkowicz 1925–1985                     | Ladislav Lobkowicz 1925–1985                     | Ladislav Lobkowicz 1925–1985                     | Ladislav Lobkowicz 1925–1985                     | Ladislav Lobkowicz 1925–1985                     | Ladislav Lobkowicz 1925–1985                     |                                       |                                       | Therese Cornet d'Elzius du Chenoy 1932–2022 | Therese Cornet d'Elzius du Chenoy 1932–2022 | Therese Cornet d'Elzius du Chenoy 1932–2022 | Therese Cornet d'Elzius du Chenoy 1932–2022 | Therese Cornet d'Elzius du Chenoy 1932–2022 | Therese Cornet d'Elzius du Chenoy 1932–2022 |                                      |                                      |                                      |                                      |  |  |                               |                               |                               |                               |                               |                               |
| 15. Beatrice z Lobkowicz 1909–1999                             | 15. Beatrice z Lobkowicz 1909–1999                             | 15. Beatrice z Lobkowicz 1909–1999                             | 15. Beatrice z Lobkowicz 1909–1999                             | 15. Beatrice z Lobkowicz 1909–1999                             | 15. Beatrice z Lobkowicz 1909–1999                             |                                       |                                       | 16. Gabrielle z Korff-Schmising-Kerssenbrocku 1917–2008  | 16. Gabrielle z Korff-Schmising-Kerssenbrocku 1917–2008  | 16. Gabrielle z Korff-Schmising-Kerssenbrocku 1917–2008  | 16. Gabrielle z Korff-Schmising-Kerssenbrocku 1917–2008  | 16. Gabrielle z Korff-Schmising-Kerssenbrocku 1917–2008  | 16. Gabrielle z Korff-Schmising-Kerssenbrocku 1917–2008  |                                      |                                      | x985. Jaroslav Claude z Lobkowicz 1910–1985 13. kníže     | x985. Jaroslav Claude z Lobkowicz 1910–1985 13. kníže     | x985. Jaroslav Claude z Lobkowicz 1910–1985 13. kníže     | x985. Jaroslav Claude z Lobkowicz 1910–1985 13. kníže     | x985. Jaroslav Claude z Lobkowicz 1910–1985 13. kníže     | x985. Jaroslav Claude z Lobkowicz 1910–1985 13. kníže     |                                         |                                         | Anna z Lobkowicz 1917–1919                         | Anna z Lobkowicz 1917–1919                         | Anna z Lobkowicz 1917–1919                         | Anna z Lobkowicz 1917–1919                         | Anna z Lobkowicz 1917–1919                         | Anna z Lobkowicz 1917–1919                         |                          |                          | Marie Melanie z Lobkowicz 1928–?                           | Marie Melanie z Lobkowicz 1928–?                           | Marie Melanie z Lobkowicz 1928–?                           | Marie Melanie z Lobkowicz 1928–?                           | Marie Melanie z Lobkowicz 1928–?                           | Marie Melanie z Lobkowicz 1928–?                           |                                 |                                 | Pierre Bazinet 1925–?                          | Pierre Bazinet 1925–?                          | Pierre Bazinet 1925–?                          | Pierre Bazinet 1925–?                          | Pierre Bazinet 1925–?                          | Pierre Bazinet 1925–?                          |                                         |                                         | Christian Lobkowicz 1924–2001                                      | Christian Lobkowicz 1924–2001                                      | Christian Lobkowicz 1924–2001                                      | Christian Lobkowicz 1924–2001                                      | Christian Lobkowicz 1924–2001                                      | Christian Lobkowicz 1924–2001                                      |                                |                                | Maria Theresia z Trauttmansdorff-Weinsbergu 1922–2009 | Maria Theresia z Trauttmansdorff-Weinsbergu 1922–2009 | Maria Theresia z Trauttmansdorff-Weinsbergu 1922–2009 | Maria Theresia z Trauttmansdorff-Weinsbergu 1922–2009 | Maria Theresia z Trauttmansdorff-Weinsbergu 1922–2009 | Maria Theresia z Trauttmansdorff-Weinsbergu 1922–2009 |                                            |                                            | Karel Lobkowicz 1922–1990                                     | Karel Lobkowicz 1922–1990                                     | Karel Lobkowicz 1922–1990                                     | Karel Lobkowicz 1922–1990                                     | Karel Lobkowicz 1922–1990                                     | Karel Lobkowicz 1922–1990                                     |                                 |                                 | Ladislav Lobkowicz 1925–1985                     | Ladislav Lobkowicz 1925–1985                     | Ladislav Lobkowicz 1925–1985                     | Ladislav Lobkowicz 1925–1985                     | Ladislav Lobkowicz 1925–1985                     | Ladislav Lobkowicz 1925–1985                     |                                       |                                       | Therese Cornet d'Elzius du Chenoy 1932–2022 | Therese Cornet d'Elzius du Chenoy 1932–2022 | Therese Cornet d'Elzius du Chenoy 1932–2022 | Therese Cornet d'Elzius du Chenoy 1932–2022 | Therese Cornet d'Elzius du Chenoy 1932–2022 | Therese Cornet d'Elzius du Chenoy 1932–2022 |                                      |                                      |                                      |                                      |  |  |                               |                               |                               |                               |                               |                               |
|                                                                |                                                                |                                                                |                                                                |                                                                |                                                                |                                       |                                       |                                                          |                                                          |                                                          |                                                          |                                                          |                                                          |                                      |                                      |                                                           |                                                           |                                                           |                                                           |                                                           |                                                           |                                         |                                         |                                                    |                                                    |                                                    |                                                    |                                                    |                                                    |                          |                          |                                                            |                                                            |                                                            |                                                            |                                                            |                                                            |                                 |                                 |                                                |                                                |                                                |                                                |                                                |                                                |                                         |                                         |                                                                    |                                                                    |                                                                    |                                                                    |                                                                    |                                                                    |                                |                                |                                                       |                                                       |                                                       |                                                       |                                                       |                                                       |                                            |                                            |                                                               |                                                               |                                                               |                                                               |                                                               |                                                               |                                 |                                 |                                                  |                                                  |                                                  |                                                  |                                                  |                                                  |                                       |                                       |                                             |                                             |                                             |                                             |                                             |                                             |                                      |                                      |                                      |                                      |  |  |                               |                               |                               |                               |                               |                               |
|                                                                |                                                                |                                                                |                                                                |                                                                |                                                                |                                       |                                       |                                                          |                                                          |                                                          |                                                          |                                                          |                                                          |                                      |                                      |                                                           |                                                           |                                                           |                                                           |                                                           |                                                           |                                         |                                         |                                                    |                                                    |                                                    |                                                    |                                                    |                                                    |                          |                          |                                                            |                                                            |                                                            |                                                            |                                                            |                                                            |                                 |                                 |                                                |                                                |                                                |                                                |                                                |                                                |                                         |                                         |                                                                    |                                                                    |                                                                    |                                                                    |                                                                    |                                                                    |                                |                                |                                                       |                                                       |                                                       |                                                       |                                                       |                                                       |                                            |                                            |                                                               |                                                               |                                                               |                                                               |                                                               |                                                               |                                 |                                 |                                                  |                                                  |                                                  |                                                  |                                                  |                                                  |                                       |                                       |                                             |                                             |                                             |                                             |                                             |                                             |                                      |                                      |                                      |                                      |  |  |                               |                               |                               |                               |                               |                               |
| Polyxena Lobkowiczová * 1941                                   | Polyxena Lobkowiczová * 1941                                   | Polyxena Lobkowiczová * 1941                                   | Polyxena Lobkowiczová * 1941                                   | Polyxena Lobkowiczová * 1941                                   | Polyxena Lobkowiczová * 1941                                   |                                       |                                       | Theobald Czernin 1936–2015                               | Theobald Czernin 1936–2015                               | Theobald Czernin 1936–2015                               | Theobald Czernin 1936–2015                               | Theobald Czernin 1936–2015                               | Theobald Czernin 1936–2015                               |                                      |                                      | Jaroslav Lobkowicz * 1942 14. kníže                       | Jaroslav Lobkowicz * 1942 14. kníže                       | Jaroslav Lobkowicz * 1942 14. kníže                       | Jaroslav Lobkowicz * 1942 14. kníže                       | Jaroslav Lobkowicz * 1942 14. kníže                       | Jaroslav Lobkowicz * 1942 14. kníže                       |                                         |                                         | Elizabeth de Vienne * 1947                         | Elizabeth de Vienne * 1947                         | Elizabeth de Vienne * 1947                         | Elizabeth de Vienne * 1947                         | Elizabeth de Vienne * 1947                         | Elizabeth de Vienne * 1947                         |                          |                          | Marie Leopoldina Lobkowiczová 1943–2017                    | Marie Leopoldina Lobkowiczová 1943–2017                    | Marie Leopoldina Lobkowiczová 1943–2017                    | Marie Leopoldina Lobkowiczová 1943–2017                    | Marie Leopoldina Lobkowiczová 1943–2017                    | Marie Leopoldina Lobkowiczová 1943–2017                    |                                 |                                 | Jan Bosco Sternberg 1936–2012                  | Jan Bosco Sternberg 1936–2012                  | Jan Bosco Sternberg 1936–2012                  | Jan Bosco Sternberg 1936–2012                  | Jan Bosco Sternberg 1936–2012                  | Jan Bosco Sternberg 1936–2012                  |                                         |                                         | František Lobkowicz 1948–2022                                      | František Lobkowicz 1948–2022                                      | František Lobkowicz 1948–2022                                      | František Lobkowicz 1948–2022                                      | František Lobkowicz 1948–2022                                      | František Lobkowicz 1948–2022                                      |                                |                                | Zdeněk Vojtěch – Filip Lobkowicz * 1954               | Zdeněk Vojtěch – Filip Lobkowicz * 1954               | Zdeněk Vojtěch – Filip Lobkowicz * 1954               | Zdeněk Vojtěch – Filip Lobkowicz * 1954               | Zdeněk Vojtěch – Filip Lobkowicz * 1954               | Zdeněk Vojtěch – Filip Lobkowicz * 1954               |                                            |                                            |                                                               |                                                               |                                                               |                                                               |                                                               |                                                               |                                 |                                 |                                                  |                                                  |                                                  |                                                  |                                                  |                                                  |                                       |                                       |                                             |                                             |                                             |                                             |                                             |                                             |                                      |                                      |                                      |                                      |  |  |                               |                               |                               |                               |                               |                               |
| Polyxena Lobkowiczová * 1941                                   | Polyxena Lobkowiczová * 1941                                   | Polyxena Lobkowiczová * 1941                                   | Polyxena Lobkowiczová * 1941                                   | Polyxena Lobkowiczová * 1941                                   | Polyxena Lobkowiczová * 1941                                   |                                       |                                       | Theobald Czernin 1936–2015                               | Theobald Czernin 1936–2015                               | Theobald Czernin 1936–2015                               | Theobald Czernin 1936–2015                               | Theobald Czernin 1936–2015                               | Theobald Czernin 1936–2015                               |                                      |                                      | Jaroslav Lobkowicz * 1942 14. kníže                       | Jaroslav Lobkowicz * 1942 14. kníže                       | Jaroslav Lobkowicz * 1942 14. kníže                       | Jaroslav Lobkowicz * 1942 14. kníže                       | Jaroslav Lobkowicz * 1942 14. kníže                       | Jaroslav Lobkowicz * 1942 14. kníže                       |                                         |                                         | Elizabeth de Vienne * 1947                         | Elizabeth de Vienne * 1947                         | Elizabeth de Vienne * 1947                         | Elizabeth de Vienne * 1947                         | Elizabeth de Vienne * 1947                         | Elizabeth de Vienne * 1947                         |                          |                          | Marie Leopoldina Lobkowiczová 1943–2017                    | Marie Leopoldina Lobkowiczová 1943–2017                    | Marie Leopoldina Lobkowiczová 1943–2017                    | Marie Leopoldina Lobkowiczová 1943–2017                    | Marie Leopoldina Lobkowiczová 1943–2017                    | Marie Leopoldina Lobkowiczová 1943–2017                    |                                 |                                 | Jan Bosco Sternberg 1936–2012                  | Jan Bosco Sternberg 1936–2012                  | Jan Bosco Sternberg 1936–2012                  | Jan Bosco Sternberg 1936–2012                  | Jan Bosco Sternberg 1936–2012                  | Jan Bosco Sternberg 1936–2012                  |                                         |                                         | František Lobkowicz 1948–2022                                      | František Lobkowicz 1948–2022                                      | František Lobkowicz 1948–2022                                      | František Lobkowicz 1948–2022                                      | František Lobkowicz 1948–2022                                      | František Lobkowicz 1948–2022                                      |                                |                                | Zdeněk Vojtěch – Filip Lobkowicz * 1954               | Zdeněk Vojtěch – Filip Lobkowicz * 1954               | Zdeněk Vojtěch – Filip Lobkowicz * 1954               | Zdeněk Vojtěch – Filip Lobkowicz * 1954               | Zdeněk Vojtěch – Filip Lobkowicz * 1954               | Zdeněk Vojtěch – Filip Lobkowicz * 1954               |                                            |                                            |                                                               |                                                               |                                                               |                                                               |                                                               |                                                               |                                 |                                 |                                                  |                                                  |                                                  |                                                  |                                                  |                                                  |                                       |                                       |                                             |                                             |                                             |                                             |                                             |                                             |                                      |                                      |                                      |                                      |  |  |                               |                               |                               |                               |                               |                               |
|                                                                |                                                                |                                                                |                                                                |                                                                |                                                                |                                       |                                       |                                                          |                                                          |                                                          |                                                          |                                                          |                                                          |                                      |                                      |                                                           |                                                           |                                                           |                                                           |                                                           |                                                           |                                         |                                         |                                                    |                                                    |                                                    |                                                    |                                                    |                                                    |                          |                          |                                                            |                                                            |                                                            |                                                            |                                                            |                                                            |                                 |                                 |                                                |                                                |                                                |                                                |                                                |                                                |                                         |                                         |                                                                    |                                                                    |                                                                    |                                                                    |                                                                    |                                                                    |                                |                                |                                                       |                                                       |                                                       |                                                       |                                                       |                                                       |                                            |                                            |                                                               |                                                               |                                                               |                                                               |                                                               |                                                               |                                 |                                 |                                                  |                                                  |                                                  |                                                  |                                                  |                                                  |                                       |                                       |                                             |                                             |                                             |                                             |                                             |                                             |                                      |                                      |                                      |                                      |  |  |                               |                               |                               |                               |                               |                               |
|                                                                |                                                                |                                                                |                                                                |                                                                |                                                                |                                       |                                       |                                                          |                                                          |                                                          |                                                          |                                                          |                                                          |                                      |                                      |                                                           |                                                           |                                                           |                                                           |                                                           |                                                           |                                         |                                         |                                                    |                                                    |                                                    |                                                    |                                                    |                                                    |                          |                          |                                                            |                                                            |                                                            |                                                            |                                                            |                                                            |                                 |                                 |                                                |                                                |                                                |                                                |                                                |                                                |                                         |                                         |                                                                    |                                                                    |                                                                    |                                                                    |                                                                    |                                                                    |                                |                                |                                                       |                                                       |                                                       |                                                       |                                                       |                                                       |                                            |                                            |                                                               |                                                               |                                                               |                                                               |                                                               |                                                               |                                 |                                 |                                                  |                                                  |                                                  |                                                  |                                                  |                                                  |                                       |                                       |                                             |                                             |                                             |                                             |                                             |                                             |                                      |                                      |                                      |                                      |  |  |                               |                               |                               |                               |                               |                               |
| Vladimír Lobkowicz * 1972 dědičný princ                        | Vladimír Lobkowicz * 1972 dědičný princ                        | Vladimír Lobkowicz * 1972 dědičný princ                        | Vladimír Lobkowicz * 1972 dědičný princ                        | Vladimír Lobkowicz * 1972 dědičný princ                        | Vladimír Lobkowicz * 1972 dědičný princ                        |                                       |                                       | Alix Paul-Cavallier * 1975                               | Alix Paul-Cavallier * 1975                               | Alix Paul-Cavallier * 1975                               | Alix Paul-Cavallier * 1975                               | Alix Paul-Cavallier * 1975                               | Alix Paul-Cavallier * 1975                               |                                      |                                      |                                                           |                                                           |                                                           |                                                           | Jaroslav Lobkowicz * 1974                                 | Jaroslav Lobkowicz * 1974                                 | Jaroslav Lobkowicz * 1974               | Jaroslav Lobkowicz * 1974               | Jaroslav Lobkowicz * 1974                          | Jaroslav Lobkowicz * 1974                          |                                                    |                                                    |                                                    |                                                    |                          |                          | Philippe Lobkowicz * 1981                                  | Philippe Lobkowicz * 1981                                  | Philippe Lobkowicz * 1981                                  | Philippe Lobkowicz * 1981                                  | Philippe Lobkowicz * 1981                                  | Philippe Lobkowicz * 1981                                  |                                 |                                 | Marie-Therese von Heine-Geldern * 1978         | Marie-Therese von Heine-Geldern * 1978         | Marie-Therese von Heine-Geldern * 1978         | Marie-Therese von Heine-Geldern * 1978         | Marie-Therese von Heine-Geldern * 1978         | Marie-Therese von Heine-Geldern * 1978         |                                         |                                         |                                                                    |                                                                    |                                                                    |                                                                    |                                                                    |                                                                    |                                |                                |                                                       |                                                       |                                                       |                                                       |                                                       |                                                       |                                            |                                            |                                                               |                                                               |                                                               |                                                               |                                                               |                                                               |                                 |                                 |                                                  |                                                  |                                                  |                                                  |                                                  |                                                  |                                       |                                       |                                             |                                             |                                             |                                             |                                             |                                             |                                      |                                      |                                      |                                      |  |  |                               |                               |                               |                               |                               |                               |
| Vladimír Lobkowicz * 1972 dědičný princ                        | Vladimír Lobkowicz * 1972 dědičný princ                        | Vladimír Lobkowicz * 1972 dědičný princ                        | Vladimír Lobkowicz * 1972 dědičný princ                        | Vladimír Lobkowicz * 1972 dědičný princ                        | Vladimír Lobkowicz * 1972 dědičný princ                        |                                       |                                       | Alix Paul-Cavallier * 1975                               | Alix Paul-Cavallier * 1975                               | Alix Paul-Cavallier * 1975                               | Alix Paul-Cavallier * 1975                               | Alix Paul-Cavallier * 1975                               | Alix Paul-Cavallier * 1975                               |                                      |                                      |                                                           |                                                           |                                                           |                                                           | Jaroslav Lobkowicz * 1974                                 | Jaroslav Lobkowicz * 1974                                 | Jaroslav Lobkowicz * 1974               | Jaroslav Lobkowicz * 1974               | Jaroslav Lobkowicz * 1974                          | Jaroslav Lobkowicz * 1974                          |                                                    |                                                    |                                                    |                                                    |                          |                          | Philippe Lobkowicz * 1981                                  | Philippe Lobkowicz * 1981                                  | Philippe Lobkowicz * 1981                                  | Philippe Lobkowicz * 1981                                  | Philippe Lobkowicz * 1981                                  | Philippe Lobkowicz * 1981                                  |                                 |                                 | Marie-Therese von Heine-Geldern * 1978         | Marie-Therese von Heine-Geldern * 1978         | Marie-Therese von Heine-Geldern * 1978         | Marie-Therese von Heine-Geldern * 1978         | Marie-Therese von Heine-Geldern * 1978         | Marie-Therese von Heine-Geldern * 1978         |                                         |                                         |                                                                    |                                                                    |                                                                    |                                                                    |                                                                    |                                                                    |                                |                                |                                                       |                                                       |                                                       |                                                       |                                                       |                                                       |                                            |                                            |                                                               |                                                               |                                                               |                                                               |                                                               |                                                               |                                 |                                 |                                                  |                                                  |                                                  |                                                  |                                                  |                                                  |                                       |                                       |                                             |                                             |                                             |                                             |                                             |                                             |                                      |                                      |                                      |                                      |  |  |                               |                               |                               |                               |                               |                               |